# Divina Commedia

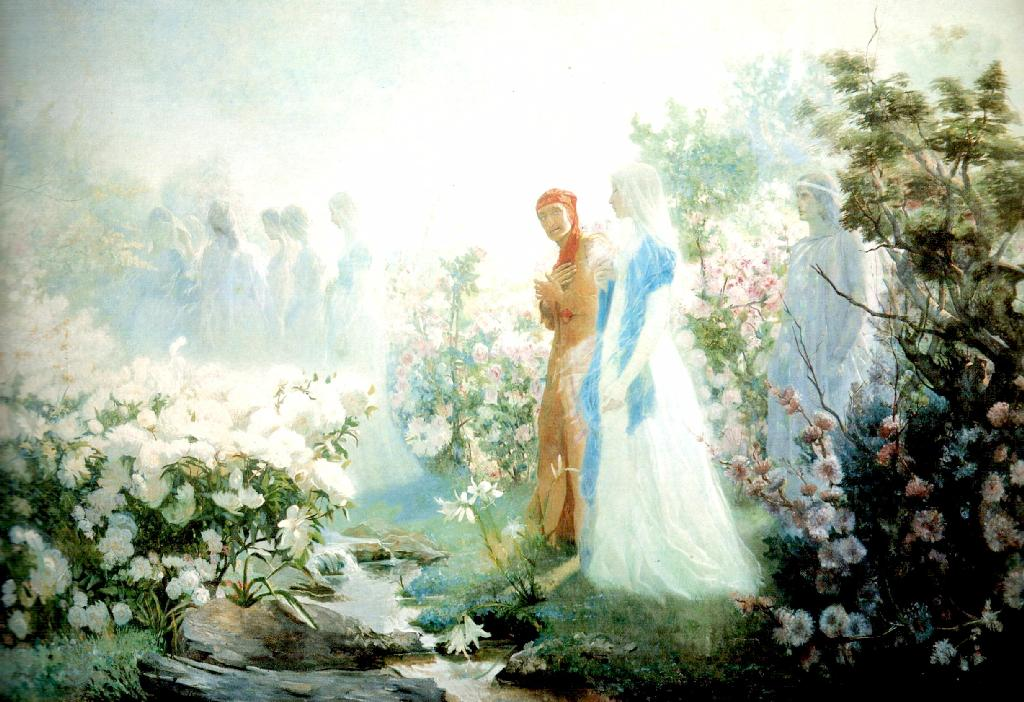
Dante e Beatrice sulle rive del Lete (1889), opera del pittore venezuelano Cristóbal Rojas

La Comedìa, o Commedia, conosciuta soprattutto come Divina Commedia, è un poema allegorico-didascalico di Dante Alighieri, scritto in terzine incatenate di endecasillabi (poi chiamate per antonomasia terzine dantesche) in lingua volgare fiorentina.
Il titolo originale, con cui lo stesso autore designa il suo poema, fu Comedia (probabilmente pronunciata con accento tonico sulla i) e così è intitolata anche l'editio princeps del 1472. L'aggettivo «Divina» le fu attribuito dal Boccaccio nel Trattatello in laude di Dante, scritto fra il 1357 e il 1362 e stampato nel 1477. Ma è nella prestigiosa edizione giolitina, a cura di Ludovico Dolce e stampata da Gabriele Giolito de' Ferrari nel 1555, che la Commedia di Dante viene per la prima volta intitolata come da allora fu sempre conosciuta, ovvero "La Divina Comedia".
Composta secondo i critici tra il 1304/07 e il 1321, anni del suo esilio in Lunigiana, Casentino, Verona e Romagna, la Commedia è il capolavoro di Dante ed è universalmente ritenuta una delle più grandi opere della letteratura di tutti i tempi, nonché una delle più importanti testimonianze della civiltà medievale, tanto da essere conosciuta e studiata in tutto il mondo.
Il poema è diviso in tre parti, chiamate «cantiche» (Inferno, Purgatorio e Paradiso), ognuna delle quali composta da 33 canti (tranne l'Inferno, che contiene un ulteriore canto proemiale) formati da un numero variabile di versi, fra 115 e 160, strutturati in terzine. Il poeta narra di un viaggio immaginario, ovvero di un Itinerarium mentis in Deum, attraverso i tre regni ultraterreni che lo condurrà fino alla visione della Trinità. La sua rappresentazione immaginaria e allegorica dell'oltretomba cristiano è un culmine della visione medievale del mondo sviluppatasi nella Chiesa cattolica. È stato notato come tutte e tre le cantiche terminino con la parola «stelle» (Inferno: "E quindi uscimmo a riveder le stelle"; Purgatorio: "Puro e disposto a salir a le stelle"; Paradiso: "L'amor che move il sole e l'altre stelle").
L'opera ebbe subito uno straordinario successo e contribuì in maniera determinante al processo di consolidamento del dialetto toscano come lingua italiana. Il testo, del quale non si possiede l'autografo, fu infatti copiato sin dai primissimi anni della sua diffusione e fino all'avvento della stampa in un ampio numero di manoscritti. Parallelamente si diffuse la pratica della chiosa e del commento al testo (si calcolano circa sessanta commenti e tra le 100 000 e le 200 000 pagine), dando vita a una tradizione di letture e di studi danteschi mai interrotta: si parla così di "secolare commento". La vastità delle testimonianze manoscritte della Commedia ha comportato un'oggettiva difficoltà nella definizione del testo: nella seconda metà del Novecento l'edizione di riferimento è stata quella realizzata da Giorgio Petrocchi per la Società Dantesca Italiana. Più di recente due diverse edizioni critiche sono state curate da Antonio Lanza e Federico Sanguineti. A partire dal 2018, una nuova edizione critica basata sul codice Laurenziano Pluteo XL 12, definito «il più antico codice di sicura fiorentinità», è stata curata da Federico Sanguineti ed Eloisia Mandola.
La Commedia, pur proseguendo molti dei modi caratteristici della letteratura e dello stile medievali (ispirazione religiosa, scopo didascalico e morale, linguaggio e stile basati sulla percezione visiva e immediata delle cose), è profondamente innovativa poiché, come è stato rilevato in particolare negli studi di Erich Auerbach, tende a una rappresentazione ampia e drammatica della realtà, espressa anche con l'uso di neologismi creati da Dante come «insusarsi», «inluiarsi» e «inleiarsi».

## Titolo
Probabilmente il titolo originale dell'opera fu Commedia, o Comedìa, dal greco κωμῳδία (kōmōdía, composto di κώμη, villaggio, e ᾠδή, canto; letteralmente canto del villaggio). È infatti così che Dante stesso chiama la sua opera (Inferno XVI, 128; XXI, 2). Nell'Epistola XIII (la cui paternità dantesca non è del tutto certa), indirizzata a Cangrande della Scala, Dante ribadisce in latino il titolo dell'opera: Incipit Comedia Dantis Alagherii, Florentini natione, non moribus ("Incomincia la Commedia di Dante Alighieri, fiorentino di nascita, non di costumi").

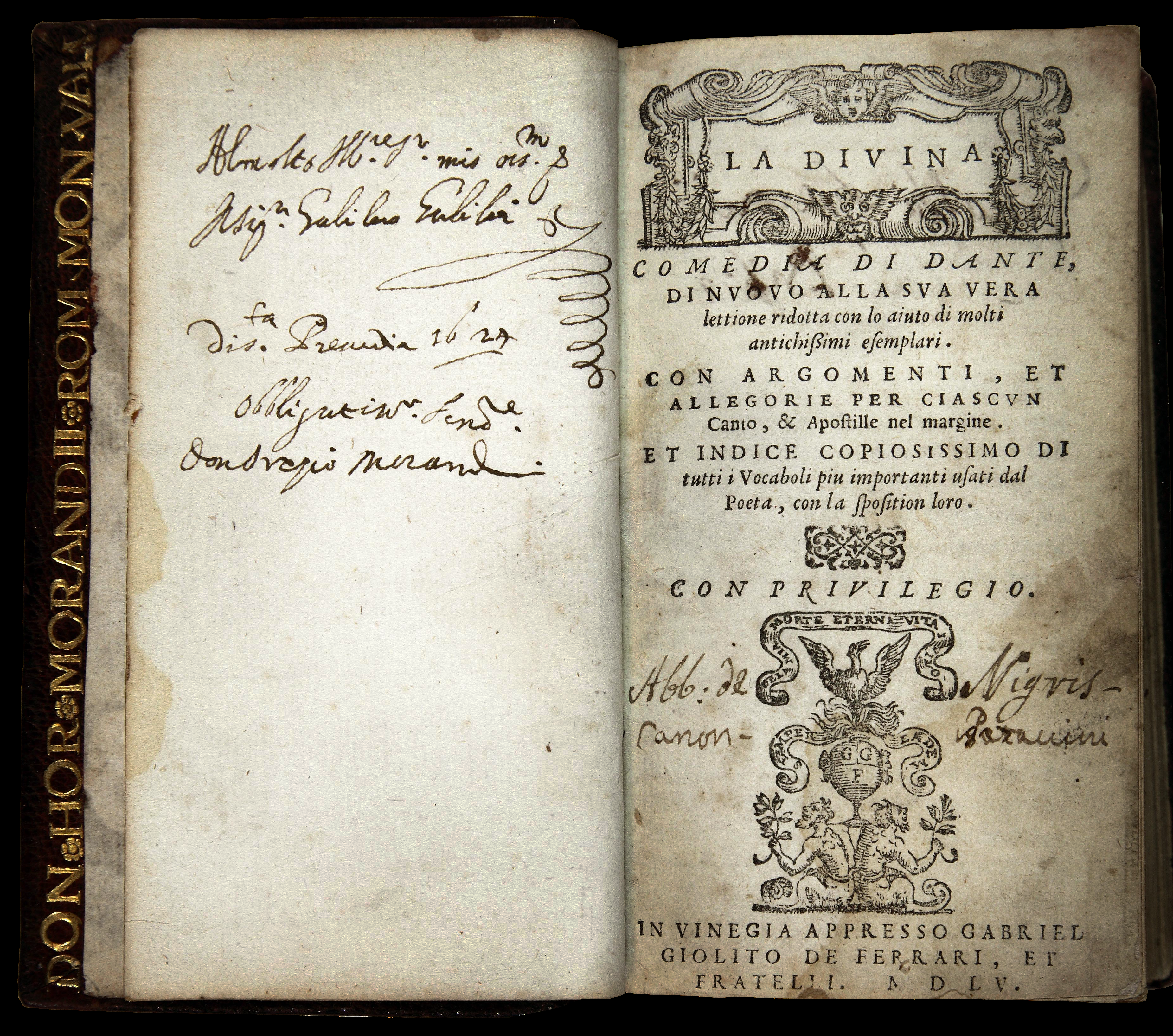
Esemplare dell'edizione giolitina de La Divina Comedia del 1555 appartenuto a Galileo Galilei, donatogli da don Orazio Morandi (1570-1630) abate di Santa Prassede, con dedica ms. al verso della carta bianca di guardia: «Al molto Ill.re S.r mio oss.mo / Il Sig.r Galileo Galilei // di s.ta Prassedia 1624 / Obbligatiss.o Serv.re / Don Orazio Morandi» (Collezione Livio Ambrogio).

In essa vengono addotti due motivi per spiegare il titolo conferito: uno di carattere letterario, secondo cui col nome di commedia era usanza definire un genere letterario che, da un inizio difficoltoso per il protagonista, si conclude con un lieto fine, e uno stilistico. Infatti lo stile nonostante sia sublime, tratta anche tematiche turpi tipiche di uno stile umile, secondo l'ottica cristiana di accogliere anche gli aspetti più bassi del reale, pur di raggiungere il cuore di tutta l'umanità. Nel poema infatti si ritrovano entrambi questi aspetti: dalla "selva oscura", allegoria dello smarrimento del poeta, si passa alla redenzione finale, alla visione di Dio nel Paradiso; e in secondo luogo, i versi sono scritti in volgare e non in latino che, sebbene esistesse già una ricca tradizione letteraria in lingua del sì, continuava ad essere considerata la lingua per eccellenza della cultura.
L'aggettivo "divina", riferito alla Commedia per via dei temi riguardanti il divino, fu usato per la prima volta da Giovanni Boccaccio nel Trattatello in laude di Dante, scritto circa quarant'anni dopo il periodo in cui si pensa sia stato terminato il poema dantesco. La locuzione Divina Commedia, però, divenne comune solo dalla metà del Cinquecento in poi, da quando Ludovico Dolce, nella sua edizione del 1555, stampata a Venezia da Gabriel Giolito de' Ferrari, riprese nel titolo l'attributo datole dal Boccaccio.
Il nome "Commedia" (nella forma comedìa) appare solo due volte all'interno del poema, mentre nel Paradiso Dante lo definisce "poema sacro". Dante non rinnega il titolo Commedia, anche perché, data la lunghezza dell'opera, le cantiche o i singoli canti vennero pubblicati volta per volta, e l'autore non aveva la possibilità di revisionare ciò che già era stato reso pubblico. Il termine "Commedia" dovette sembrare riduttivo a Dante nel momento in cui componeva il Paradiso, in cui lo stile, ma anche la sintassi, sono profondamente cambiati rispetto ai canti che compongono l'Inferno; infatti nell'ultimo canto, il sostantivo Commedia viene sostituito da poema sacro. Il discorso sulle palinodie, ovvero le correzioni che Dante fa all'interno della sua opera, contraddicendo se stesso ma anche le sue fonti, è molto più vasto ed esteso.
Nelle ultime edizioni, a partire da quella di Petrocchi (1966-67) fino a quelle di Lanza (1995), di Sanguineti (2001) e di Inglese (2016), si assiste all'abbandono dell'attributo Divina nel titolo, dopo quattro secoli di tradizione editoriale.

## Argomento

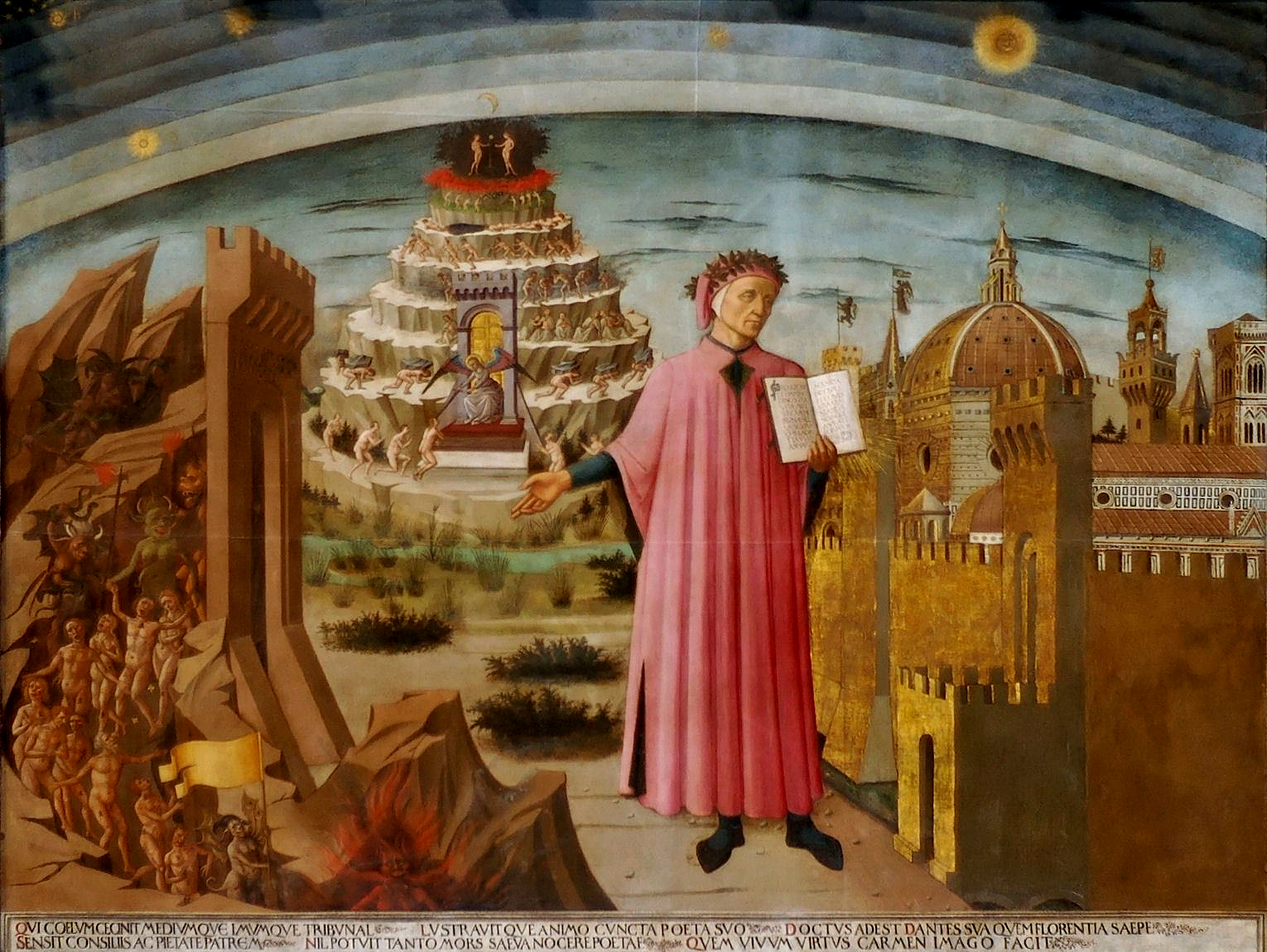
Dante e il suo poema, affresco di Domenico di Michelino nella Cattedrale di Santa Maria del Fiore, Firenze (1465)

L'Inferno, la prima delle tre cantiche, si apre con un Canto introduttivo (che serve da proemio all'intera opera), nel quale il poeta Dante Alighieri racconta in prima persona del suo smarrimento spirituale e dell’incontro con Virgilio, che lo condurrà poi ad intraprendere il viaggio ultraterreno raccontato magistralmente nelle tre cantiche. Dante si ritrae, infatti, "in una selva oscura", allegoria del peccato, nella quale era giunto avendo smarrito la "retta via", la via della virtù, e giunto alla fine della valle (“valle” come “selva oscura” sono allegorie entrambe dell’abisso della perdizione morale ed intellettuale) scorge un colle illuminato dal sole "vestito già dei raggi del pianeta/che mena dritto altrui per ogne calle".
Dante descrive con una similitudine il suo stato d’animo, come quello di chi salvatosi dai flutti giunge a riva e si volge indietro a scrutare le acque pericolose alle quali è appena scampato, così l’animo del poeta si volge a “rimirar lo passo” che non può essere superato da persona vivente. Ma ecco che, dopo essersi riposato e poi incamminato lungo la spiaggia deserta verso il colle, mentre si appresta ad affrontare la salita "quasi al cominciar de l'erta" gli si parano davanti, in sequenza, una lince (lonza) dal pelo maculato, un leone e una lupa. Le tre fiere sono il simbolo, rispettivamente, di lussuria, superbia e cupidigia. La lince gli sbarra il cammino, impedendogli di avanzare e quasi forzandolo a tornare sui suoi passi "‘mpediva tanto il mio cammino/ch'i' fui per ritornar più volte vòlto", il leone pareva andargli incontro fiero, affamato e ruggente, mentre la lupa, ultima delle tre fiere a pararglisi davanti, incede verso il poeta, respingendolo indietro, verso l’abisso dal quale Dante sta tentando di allontanarsi. Ed ecco che, mentre Dante rovina indietro in “basso loco”, gli appare alla vista “chi per lungo silenzio parea fioco”, qualcuno la cui immagine era resa più flebile dal lungo silenzio, cioè morto da lunghissimo tempo. Dante invoca aiuto "«Miserere di me», gridai a lui" pur non riuscendo a distinguere se ciò che scorge è una persona o un’ombra.
L’anima di Virgilio risponde "non omo, omo già fui" e si presenta dichiarando le sue origini mantovane, il tempo in cui visse e le sue opere, si che Dante lo riconosce. Trovandosi di fronte a cotanto personaggio Dante, con una punta di vergogna, dichiarandosi suo discepolo e dichiarando l’opera sua figlia dell’opera Virgiliana chiede aiuto per sfuggire alla lupa "la bestia per cu’ io mi volsi". Importante sottolineare che l’atteggiamento di Dante nei confronti di Virgilio non è di deferenza ma di ammirazione vera, Dante ha esplorato e conosce a menadito l’opera Virgiliana e la stessa Divina Commedia vi si ispira e ne attinge direttamente. Virgilio redarguisce Dante riguardo alla strada che ha imboccato, che non è quella giusta "a te convien tenere altro viaggio", si sofferma sulla natura mortifera e malvagia della "bestia" che gli sbarra il cammino e accenna una profezia sibillina circa il "Veltro" che ricaccerà la lupa nell'inferno dal quale proviene. Profezia che trova riscontro in altre profezie complementari molto più avanti nell'opera enunciate da Beatrice (Purgatorio XXXIII 34-45) e da San Pietro (Paradiso XXVII 55-63), mentre sul Veltro, indubbiamente figura della provvidenza, innumerevoli teorie sono state proposte per identificarlo con un personaggio storico definito (Cristo, Cangrande, Dante stesso, ecc.).
Infine Virgilio comunica al poeta smarrito che per il suo bene ("per lo tuo me’ " – dove “me’” sta per meglio) Dante dovrà seguirlo e Virgilio gli farà da guida “per loco eterno”, prima nell’inferno "ove udirai le disperate strida", poi in purgatorio "e vederai color che son contenti/nel foco, perché speran di venire/quando che sia alle beate genti", ma non in paradiso. Essendo un’anima del limbo a Virgilio non è permesso di ascendere fino a quelle altezze, un’anima più pura lo condurrà nell'ultima parte del viaggio "anima fia a ciò più di me degna:/con lei ti lascerò nel mio partire" e quell’anima pura è, ovviamente, Beatrice, sostituita da San Bernardo al termine del viaggio, in paradiso (Paradiso XXXI 105). Il gioco è fatto, Dante in nome di Dio e per salvarsi dalla misera condizione morale e intellettuale nella quale si trova "a ciò ch'io fugga questo male e peggio" prega Virgilio di condurlo nei luoghi ultraterreni che gli ha appena descritto "che tu mi meni là dov' or dicesti". L’ultimo verso non ha bisogno di commenti, è chiarissimo, e ci spalanca le porte dell’opera intera: Allor si mosse, e io li tenni dietro.

### Inferno

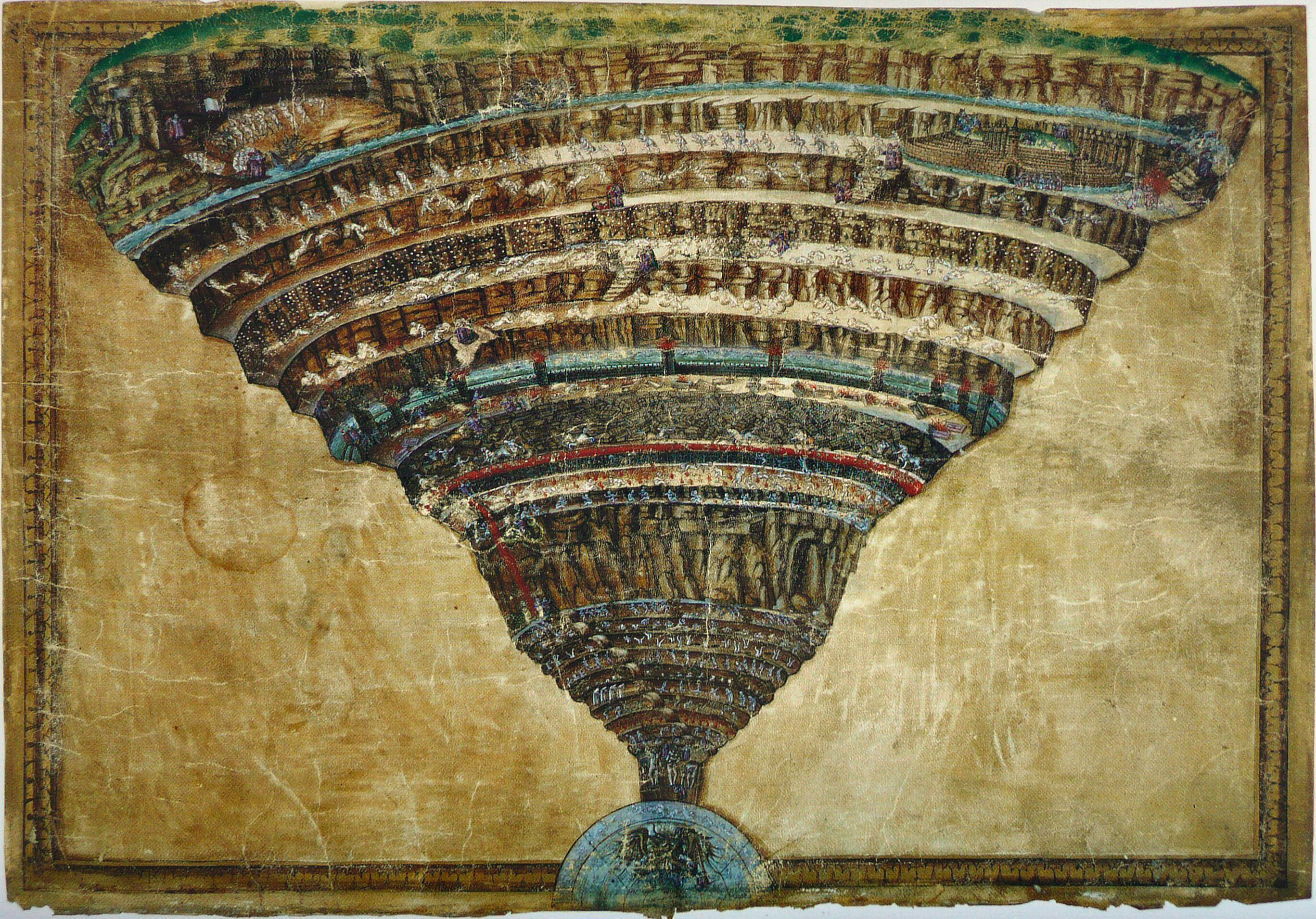
Sandro Botticelli, La voragine infernale - Disegni per la Divina Commedia

Il vero e proprio viaggio attraverso l'Inferno ha inizio nel Canto III (nel precedente Dante esprime i suoi dubbi e le sue paure a Virgilio riguardo al viaggio che stanno per compiere e l'azione si svolge sulla Terra presso la selva). Dante e Virgilio si trovano sotto la città di Gerusalemme, davanti alla grande porta su cui sono impressi i versi celeberrimi che aprono questo canto. L'ultimo di quei versi: "Lasciate ogne speranza, voi ch'intrate", incute nuovi dubbi e nuovo timore in Dante, ma il suo maestro e guida gli sorride e lo prende per mano perché ormai bisogna andare avanti. In questo luogo senza tempo e senza luce, l'Antinferno, stazionano per sempre gli ignavi, ossia quelli che in vita non vollero prendere posizioni, ed ora sono ritenuti indegni sia di premio (Paradiso) che di castigo (Inferno) perché il primo sarebbe macchiato della loro presenza e nel secondo sarebbero un motivo di possibile vanto. La loro punizione consiste nel correre nudi dietro a una bandiera senza stemma ed essere perennemente punti da vespe e da mosconi; poco più in là, sulla riva dell'Acheronte (il primo fiume infernale), stanno provvisoriamente le anime che devono raggiungere l'altra riva, in attesa che Caronte, il primo guardiano infernale, le spinga nella sua barca e le traghetti di là.

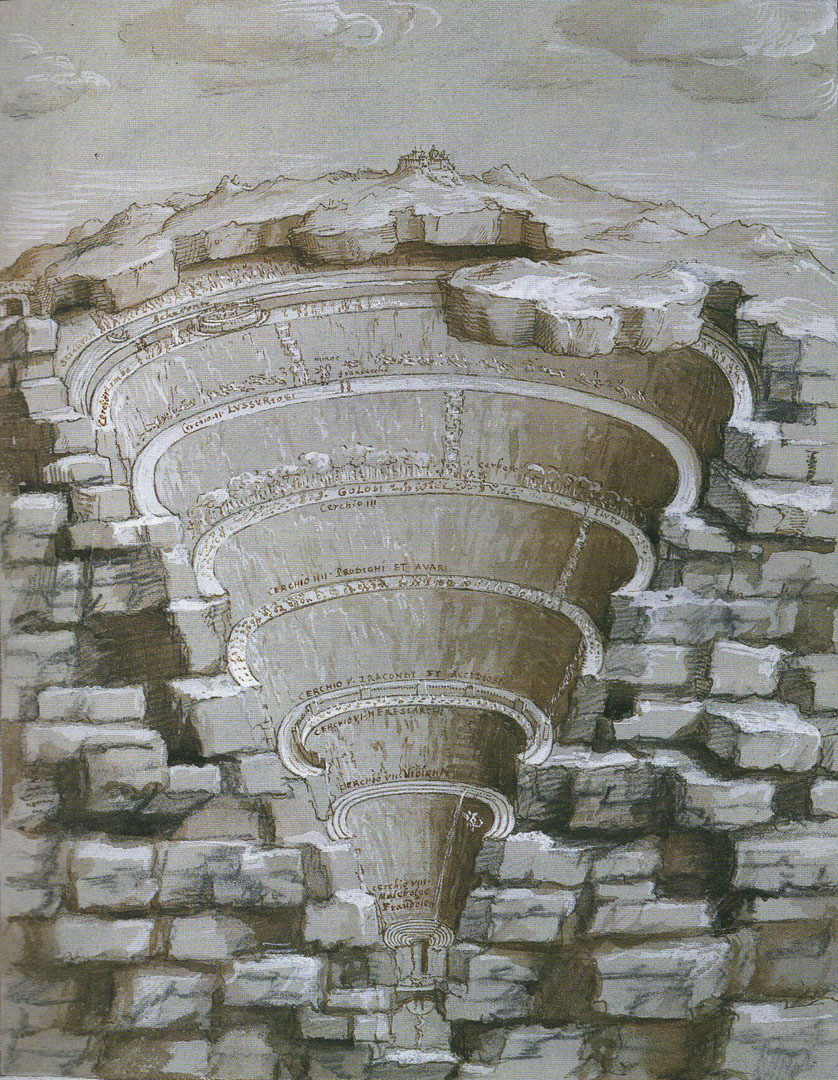
Giovanni Stradano (1523-1605): Inferno, mappa

L'inferno dantesco è immaginato come una serie di anelli numerati, sempre più stretti, che si succedono in sequenza e formano un tronco di cono rovesciato; l'estremità più stretta si trova in corrispondenza del centro della Terra ed è interamente occupata da Lucifero che, muovendo le sue enormi ali, produce un vento gelido: è il ghiaccio la massima pena. In questo Inferno, ad ogni peccato corrisponde un cerchio, ed ogni cerchio successivo è più profondo del precedente e più vicino a Lucifero; più grave è il peccato, maggiore sarà il numero del cerchio.
Al di là dell'Acheronte si trova il primo cerchio, il Limbo. Qui stanno le anime dei puri che non ricevettero il battesimo e che però vissero nel bene; vi si trovano anche — in un luogo a parte dominato da un "nobile castello" — gli antichi "spiriti magni" che compirono grandi opere a vantaggio del genere umano (Virgilio stesso è tra loro). Oltre il Limbo, Dante e il suo maestro entrano nell'Inferno vero e proprio. All'ingresso sta Minosse, il secondo guardiano infernale che, da giudice giusto quale fu, indica in quale cerchio infernale ogni anima dovrà scontare la sua pena, avvolgendo la coda tante volte quanti cerchi l'anima dovrà scendere. Superato Minosse, i due si ritrovano nel secondo cerchio, dove sono puniti i lussuriosi: tra essi le anime di Semiramide, Cleopatra, Elena di Troia ed Achille. Celebri i versi del quinto canto su Paolo e Francesca che raccontano la loro storia e passione amorosa. Ai lussuriosi, travolti dal vento, succedono nel terzo cerchio i golosi; questi sono immersi in un fango puzzolente, sotto una pioggia senza tregua, e vengono morsi e graffiati da Cerbero, terzo guardiano infernale; dopo di loro, nel quarto cerchio, presidiato da Plutone, stanno gli avari e i prodighi, divisi in due schiere destinate a scontrarsi per l'eternità mentre fanno rotolare massi di pietra lungo la circonferenza del cerchio.
Dante e Virgilio giungono poi al quinto cerchio, davanti allo Stige (il secondo fiume infernale), nelle fangose acque del quale sono puniti iracondi e accidiosi, e qui i protagonisti hanno un alterco con Filippo Argenti; i due Poeti vengono traghettati sulla riva opposta dalla barca di Flegias, quinto guardiano infernale. Lì, sull'altra sponda, sorge la Città di Dite, in cui sono puniti i peccatori consapevoli del loro peccare. Davanti alla porta chiusa della città, i due sono bloccati dai demoni e dalle Erinni; entreranno solo grazie all'intervento dell'Arcangelo Michele, e vedranno come sono puniti coloro "che l'anima col corpo morta fanno", cioè gli epicurei e gli eretici in generale: essi si trovano all'interno di grandi sarcofaghi infuocati; tra gli eretici incontrano il ghibellino Farinata degli Uberti, uno dei più famosi personaggi dell'Inferno dantesco. Assieme a lui è presente Cavalcante dei Cavalcanti, padre di Guido, amico di Dante.
Oltre la città, il poeta e la sua guida scendono verso il settimo cerchio lungo uno scosceso burrone (burrato), alla fine del quale si trova il terzo fiume infernale, il Flegetonte, un fiume di sangue bollente presidiato dai Centauri. Questo fiume costituisce il primo dei tre gironi in cui è diviso il VII cerchio. Vi sono puniti i violenti contro il prossimo; tra essi il Minotauro, ucciso da Teseo con l'aiuto di Arianna. Oltre il fiume, sull'altra sponda è il secondo girone, (che Dante e Virgilio raggiungono grazie all'aiuto del centauro Nesso); qui stanno i violenti contro sé stessi, i suicidi, trasformati in arbusti secchi, feriti e straziati per l'eternità dalle Arpie (tra loro troviamo Pier della Vigna); nel secondo girone stanno anche gli scialacquatori, inseguiti e sbranati da cagne. L'ultimo girone, il terzo, è una landa infuocata, ed ospita i violenti contro Dio nella Parola, nella Natura e nell'Arte, ossia i bestemmiatori (Capaneo), i sodomiti (tra cui Brunetto Latini, maestro di Dante, quando il poeta era giovane) e gli usurai. A quest'ultimo girone Dante dedicherà molti versi dal Canto XIV al Canto XVII.
Alla fine del VII cerchio, Dante e Virgilio scendono per un burrone (ripa discoscesa) in groppa a Gerione, il mostro infernale dal volto umano, zampe leonine, corpo di serpente e coda di scorpione. Così raggiungono l'VIII cerchio chiamato Malebolge, dove sono puniti i traditori in chi non si fida. L'ottavo cerchio è diviso in dieci bolge; ogni bolgia è un fossato a forma di cerchio. I cerchi sono concentrici, scavati nella roccia e digradanti verso il basso, alla base di essi si apre il Pozzo dei Giganti. Nelle bolge sono puniti, nell'ordine, ruffiani e seduttori, adulatori, simoniaci, indovini, barattieri, ipocriti, ladri, consiglieri fraudolenti — tra cui Ulisse e Diomede, i seminatori di discordia (Maometto) e i falsari.
Infine i due accedono al IX ed ultimo cerchio, dove sono puniti i traditori in chi si fida.
Questo cerchio è diviso in quattro zone, coperte dalle acque gelate di Cocito. Nella prima zona, chiamata Caina (dal nome di Caino, che uccise il fratello Abele), sono puniti i traditori dei parenti; nella seconda, Antenora (dal nome Antenore, il troiano che consegnò il Palladio ai nemici greci), stanno i peccatori come lui, traditori della patria; nella terza, Tolomea (dal nome del re Tolomeo XIII, che al tempo di Cesare fece uccidere il suo ospite Pompeo), si trovano i traditori degli ospiti; infine nella quarta, Giudecca (dal nome di Giuda Iscariota, che tradì Gesù), sono puniti i traditori dei benefattori. Nell'Antenora Dante incontra il Conte Ugolino della Gherardesca che narra della sua segregazione nella Torre della Muda con i figli e la loro morte per fame voluta dall'Arcivescovo Ruggieri. Ugolino appare nell'Inferno sia come un dannato che come un demone vendicatore, che rode per l'eternità il capo del suo aguzzino. Nell'ultima zona si trovano i tre grandi traditori: Cassio, Bruto (che complottarono contro Cesare) e Giuda Iscariota; la loro pena consiste nell'essere maciullati dalle tre bocche di Lucifero, che qui ha la sua dimora. Giuda si trova nella bocca centrale, a suggello della maggiore gravità del proprio tradimento.
Scendendo lungo il suo corpo peloso, Dante e Virgilio raggiungono una grotta e scendono alcune scale. Dante è stupito: non vede più la schiena di Lucifero e Virgilio gli spiega che ora si trovano nell'Emisfero Australe. Attraversano quindi la natural burella, il canale che li condurrà alla spiaggia del Purgatorio, alla base della quale usciranno poco dopo "a riveder le stelle".

### Purgatorio

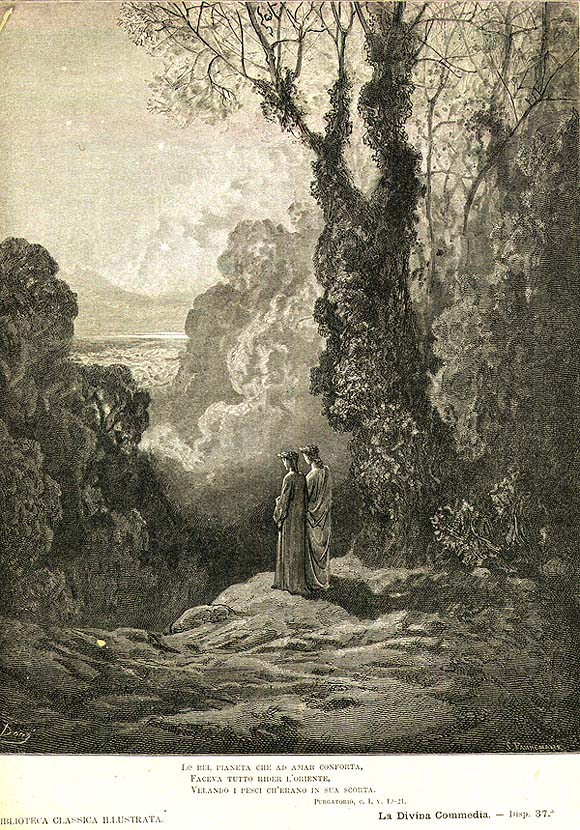
Il primo canto del Purgatorio illustrato da Gustave Doré

Usciti dall'Inferno attraverso la natural burella, Dante e Virgilio si ritrovano nell'emisfero australe terrestre (che si credeva interamente ricoperto d'acqua), dove, in mezzo al mare, s'innalza la montagna del Purgatorio, creata con la terra che avanzò dallo scavo del baratro dell'Inferno, quando Lucifero fu buttato fuori dal Paradiso dopo la rivolta contro Dio. Usciti dal cunicolo, i due giungono su una spiaggia, dove incontrano Catone Uticense, che svolge il compito di guardiano del Purgatorio. Dovendo cominciare a salire la ripida montagna, che si dimostra impossibile da scalare, tanto è ripida, Dante chiede ad alcune anime quale sia il varco più vicino; sono questi la prima schiera dei negligenti, i morti scomunicati, che hanno dimora nell'antipurgatorio. Nella I schiera di negligenti dell'antipurgatorio Dante incontra Manfredi di Sicilia. Assieme a coloro che tardarono a pentirsi per pigrizia, ai morti per violenza e ai principi negligenti, infatti, essi attendono il tempo di purificazione necessario a permettere loro di accedere al Purgatorio vero e proprio. All'ingresso della valletta dove si trovano i principi negligenti, Dante, su indicazione di Virgilio, chiede indicazioni ad un'anima che si rivela essere una sorta di guardiano della valletta, il concittadino di Virgilio Sordello, che sarà la guida dei due fino alla porta del Purgatorio.
Giunti alla fine dell'Antipurgatorio, superata una valletta fiorita, i due varcano la porta del Purgatorio; questa è custodita da un angelo recante in mano una spada fiammeggiante, che sembra avere vita propria, e preceduta da tre gradini, il primo di marmo bianco, il secondo di una pietra scura e il terzo in porfido rosso. L'angelo, seduto sulla soglia di diamante e appoggiando i piedi sul gradino rosso, incide sette "P" sulla fronte di Dante, poi apre loro la porta tramite due chiavi (una d'argento e una d'oro) che aveva ricevuto da San Pietro; quindi i due poeti si addentrano nel secondo regno.
Il Purgatorio è diviso in sette 'cornici', dove le anime scontano la loro inclinazione al peccato per purificarsi prima di accedere al Paradiso. Al contrario dell'Inferno, dove i peccati si aggravavano maggiore era il numero del cerchio, qui alla base della montagna, nella prima cornice, stanno coloro che si sono macchiati delle colpe più gravi, mentre alla sommità, vicino al Paradiso terrestre, i peccatori più lievi. Le anime non vengono punite in eterno, e per una sola colpa, come nel primo regno, ma scontano una pena pari ai peccati commessi durante la vita.
Nella prima cornice, Dante e Virgilio incontrano i superbi, nella seconda gli invidiosi, nella terza gli iracondi, nella quarta gli accidiosi, nella quinta gli avari e i prodighi. In questa cornice ai due viaggiatori si unisce l'anima di Stazio dopo un terremoto e un canto Gloria in excelsis Deo (Dante riteneva Stazio convertito al cristianesimo); questi si era macchiato in vita di eccessiva prodigalità: proprio in quel momento egli, che dopo cinquecento anni di espiazione in quella cornice aveva sentito il desiderio di assurgere al Paradiso, si offre di accompagnare i due fino alla sommità del monte, attraverso le cornici sesta, dove espiano le loro colpe i golosi che appaiono magrissimi, e settima, dove stanno i lussuriosi avvolti dalle fiamme. Dante ritiene che Stazio si sia convertito grazie a Virgilio e alle sue opere, che hanno aperto gli occhi al poeta latino: egli, infatti, grazie all'Eneide e alle Bucoliche ha capito l'importanza della fede cristiana e l'errore del vizio della prodigalità: come un lampadoforo, Virgilio ha fatto luce a Stazio rimanendo però al buio; fuor di metafora, Virgilio è stato un profeta inconsapevole: ha portato Stazio alla fede ma lui, avendo fatto in tempo solo ad intravederla, non ha potuto salvarsi, ed è costretto a soggiornare per l'eternità nel Limbo. Ascesi alla settima cornice, i tre devono attraversare un muro di fuoco, oltre il quale si diparte una scala, che dà accesso al Paradiso terrestre. Paura di Dante e conforto da parte di Virgilio. Giunti qui, il luogo dove per poco dimorarono Adamo ed Eva prima del peccato, Virgilio e Dante si devono congedare, poiché il poeta latino non è degno di guidare il toscano fin nel Paradiso, e sarà Beatrice a farlo.
Quindi Dante s'imbatte in Matelda, la personificazione della felicità perfetta, precedente al peccato originale, che gli mostra i due fiumi Lete, che fa dimenticare i peccati, ed Eunoè, che restituisce la memoria del bene compiuto, e si offre di condurlo all'incontro con Beatrice, che avverrà poco dopo. Beatrice rimprovera duramente Dante e dopo si offre di farsi vedere senza il velo: Dante durante i rimproveri cerca di scorgere il suo vecchio maestro Virgilio che ormai non c'è più. Dopo avere bevuto prima le acque del Lete e poi dell'Eunoè, infine, Dante segue Beatrice verso il terzo ed ultimo regno: il Paradiso.

### Paradiso
Libero da tutti i peccati, adesso Dante può ascendere al Paradiso e, accanto a Beatrice, vi accede volando ad altissima velocità. Egli sente tutta la difficoltà di raccontare questo trasumanare, andare cioè al di là delle proprie condizioni terrene, ma confida nell'aiuto dello Spirito Santo (il buon Apollo) e nel fatto che il suo sforzo descrittivo sarà continuato da altri nel tempo (Poca favilla gran fiamma seconda... canto I, 34).

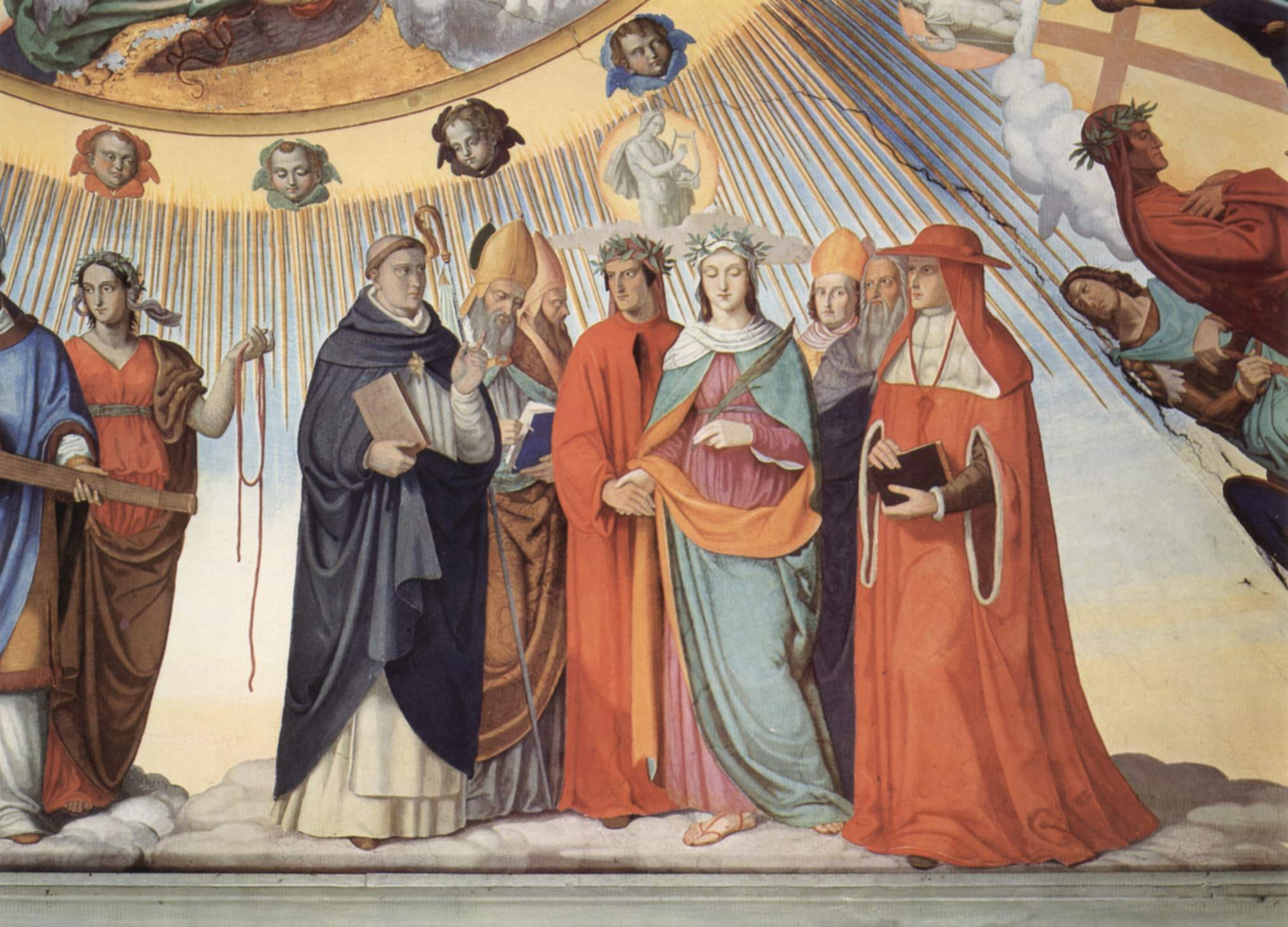
Philipp Veit (1793-1887): San Bernardo di Chiaravalle

Il Paradiso è composto da nove cieli concentrici, al cui centro sta la Terra; in ognuno di questi cieli, dove risiede un pianeta diverso, stanno i beati, più vicini a Dio a seconda del loro grado di beatitudine. In verità, Dante capirà in seguito che le anime del Paradiso si trovano tutte nell'Empireo, a contemplare Dio, e vengono incontro a lui nei vari cieli secondo il loro grado di beatitudine, per l'amore che nutrono per lui e spiegare i vari misteri sacri. Inoltre, nessun'anima desidera una condizione migliore di quella che già ha, poiché la carità non permette di desiderare altro se non quello che si ha, e non possono far altro che volere ciò che Dio vuole ("in sua volontade è nostra pace", dice Piccarda); Dio, al momento della nascita, ha donato secondo criteri inconoscibili ad ogni anima una certa quantità di grazia, ed è in proporzione a questa che esse godono diversi livelli di beatitudine. Prima di raggiungere il primo cielo i due attraversano la Sfera di Fuoco.
Nel primo cielo, quello della Luna, stanno coloro che mancarono ai voti fatti (Angeli); nel secondo, il cielo di Mercurio, risiedono coloro che in Terra fecero del bene per ottenere gloria e fama, non indirizzandosi al bene divino (Arcangeli); nel terzo cielo, quello di Venere, stanno le anime degli spiriti amanti (Principati); nel quarto, il cielo del Sole, gli spiriti sapienti (Potestà); nel quinto, il cielo di Marte, gli spiriti militanti dei combattenti per la fede (Virtù); e nel sesto, il cielo di Giove, gli spiriti governanti giusti (Dominazioni)

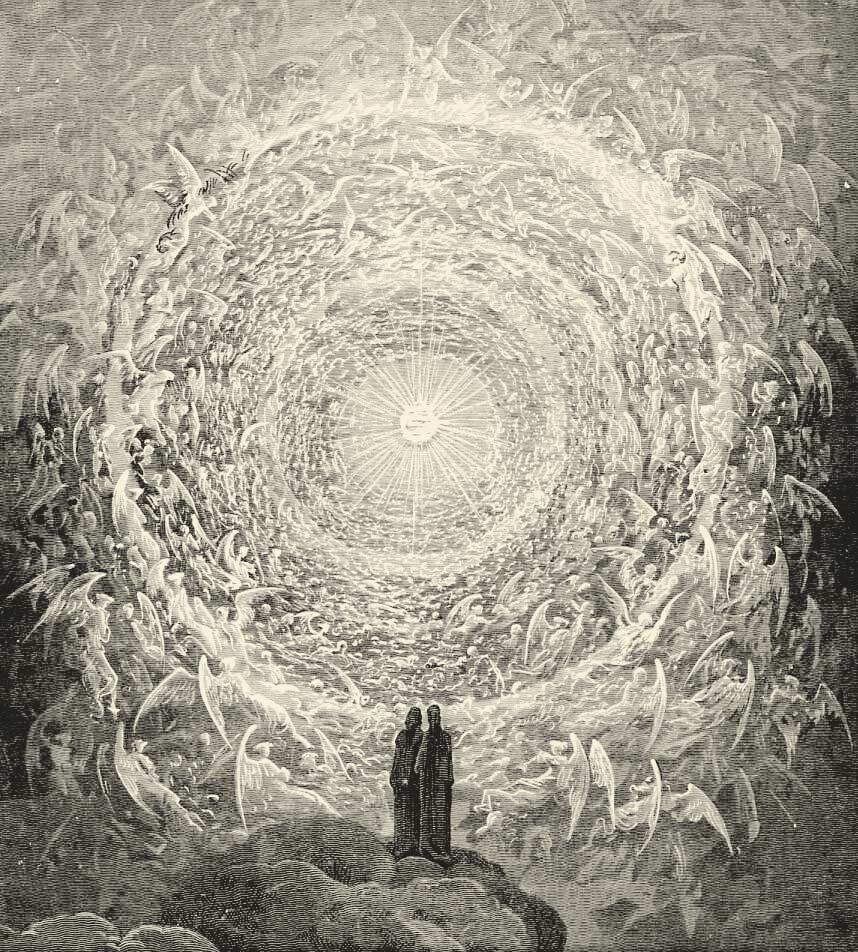
Dante e Beatrice rivolti verso l'Empireo (Gustave Doré)

Giunti al settimo cielo, quello di Saturno dove risiedono gli "spiriti contemplativi" (Troni), Beatrice non sorride più, come invece aveva fatto finora; il suo sorriso, infatti, da qui in poi, a causa della vicinanza a Dio, sarebbe per Dante insopportabile alla vista, tanto luminoso risulterebbe. In questo cielo risiedono gli spiriti contemplativi, e da qui Beatrice innalza Dante fino al cielo delle Stelle fisse, dove non sono più ripartiti i beati, ma nel quale si trovano le anime trionfanti, che cantano le lodi di Cristo e della Vergine Maria, che qui Dante riesce a vedere; da questo cielo, inoltre, il poeta osserva il mondo sotto di sé, i sette pianeti e i loro moti e la Terra, piccola e misera in confronto alla grandezza di Dio (Cherubini). Prima di proseguire Dante deve sostenere una sorta di "esame" in Fede, Speranza, Carità, da parte di tre esaminatori particolari: San Pietro, San Giacomo e San Giovanni. Quindi, dopo un ultimo sguardo al pianeta, Dante e Beatrice assurgono al nono cielo, il Primo mobile o Cristallino, il cielo più esterno, origine del movimento e del tempo universale (Serafini).
In questo luogo, sollevato lo sguardo, Dante vede un punto luminosissimo, contornato da nove cerchi di fuoco, vorticanti attorno ad esso; il punto, spiega Beatrice, è Dio, e attorno a lui stanno i nove cori angelici, divisi per quantità di virtù. Superato l'ultimo cielo, i due accedono all'Empireo, dove si trova la rosa dei beati, una struttura a forma di anfiteatro, sul gradino più alto della quale sta la Vergine Maria. Qui, nell'immensa moltitudine dei beati, risiedono i più grandi santi e le più importanti figure delle Sacre Scritture, come Sant'Agostino, San Benedetto, San Francesco, e inoltre Eva, Rachele, Sara e Rebecca.
Da qui Dante osserva finalmente la luce di Dio, grazie all'intercessione di Maria alla quale San Bernardo (guida di Dante per l'ultima parte del viaggio) aveva chiesto aiuto perché Dante potesse vedere Dio e sostenere la visione del divino, penetrandola con lo sguardo fino a congiungersi con Lui, e vedendo così la perfetta unione di tutte le realtà, la spiegazione del tutto nella sua grandezza. Nel punto più centrale di questa grande luce, Dante vede tre cerchi, le tre persone della Trinità, il secondo del quale ha immagine umana, segno della natura umana, e divina allo stesso tempo, di Cristo. Quando egli tenta di penetrare ancor più quel mistero il suo intelletto viene meno, ma in un excessus mentis la sua anima è presa da un'illuminazione e si placa, realizzata dall'armonia che gli dona la visione di Dio, de L'amor che move il sole e l'altre stelle.

## Data di composizione
(Inf. III 95-96)

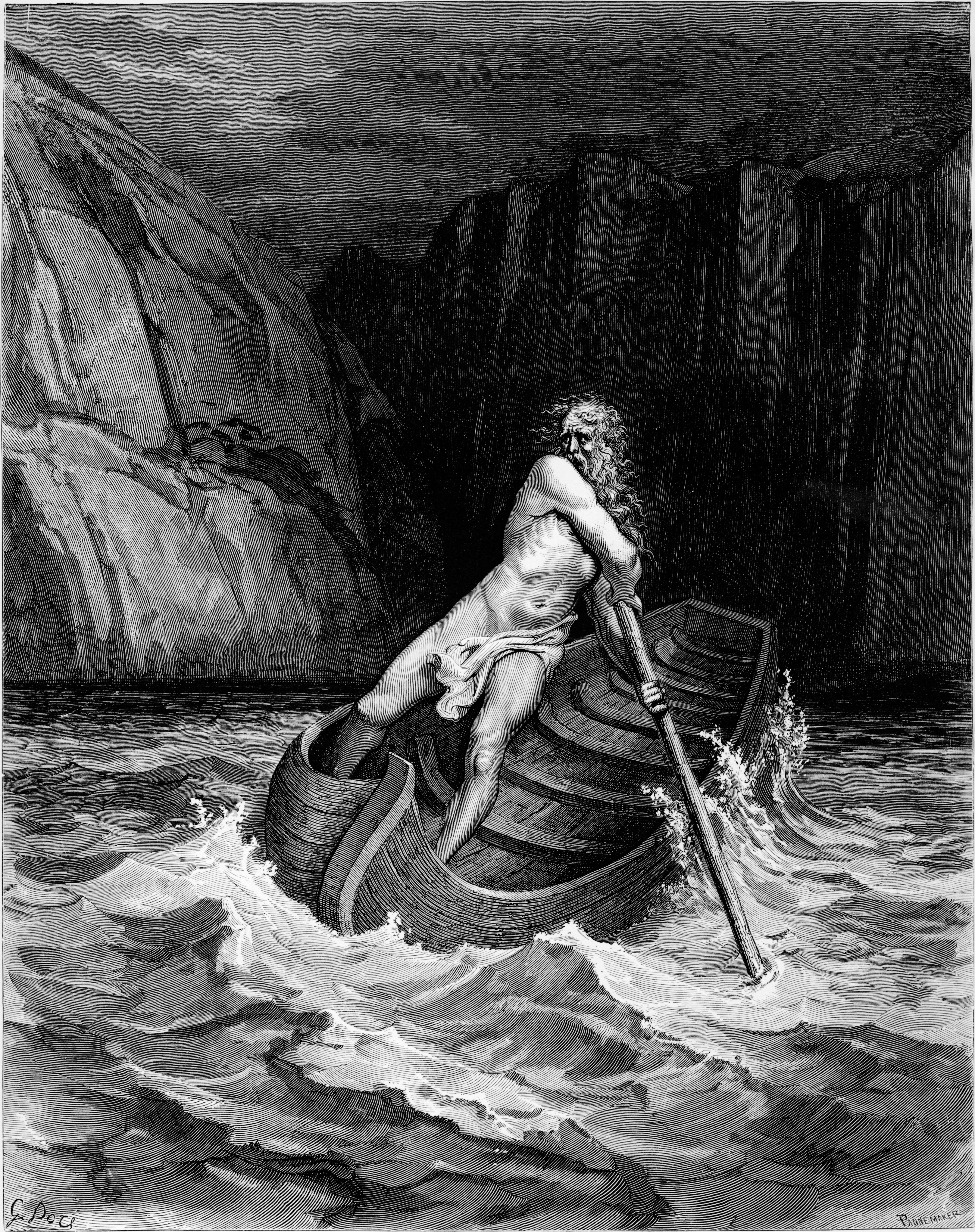
Caronte, illustrazione di Gustave Doré.

Non conosciamo con esattezza in che periodo Dante scrisse ciascuna delle cantiche della Commedia: gli studiosi hanno formulato ipotesi anche contrastanti in base a prove e indizi talvolta discordanti. In linea di massima la critica odierna colloca:
- L'inizio della stesura dell'Inferno nel biennio 1304-05 oppure in quello 1306-07, in ogni caso dopo l'esilio (1302) mentre il poeta si trovava in Lunigiana. Salvo l'eccezione del riferimento al papato di Clemente V (1305-14), spesso indicato come un possibile ritocco post-conclusione, non vi si trovano accenni a fatti successi dopo il 1309. Al 1317 risale la prima menzione in un documento (un registro di atti bolognese, sulla cui copertina era trascritta un'intera terzina dell'Inferno, i versi 95-96 del Canto III, con il celebre "Vuolsi così colà dove si puote..."), mentre i manoscritti più antichi che ci sono pervenuti risalgono al 1330 circa, una decina di anni dopo la morte di Dante.
- La scrittura del Purgatorio secondo alcuni si accavallò con l'ultima parte dell'Inferno e in ogni caso non contiene riferimenti a fatti accaduti dopo il 1313. Tracce della sua diffusione si riscontrano già nel 1315-16.
- Il Paradiso viene collocato tra il 1316 e il 1321, data della morte del poeta.

Non ci è pervenuta alcuna firma autografa di Dante, ma sono conservati tre manoscritti della Commedia copiati integralmente da Giovanni Boccaccio, il quale non si servì di una fonte originaria, ma di manoscritti a loro volta copiati. Si deve anche immaginare che Dante si spostò molto in vita per via dell'esilio, quindi non poté portarsi dietro molte carte: probabilmente, pertanto, i manoscritti originali si dispersero sin dalle prime diffusioni.

## Struttura
La Divina Commedia è composta da tre cantiche che comprendono un totale di cento canti: la prima cantica (Inferno) è di 34 canti (33 hanno argomento l'Inferno; uno, il primo, è proemio all'opera intera), le altre due cantiche, Purgatorio e Paradiso, sono di 33 canti ciascuna. Il primo canto dell'Inferno viene considerato un prologo a tutta l'opera: in questo modo si ha un canto iniziale più 33 canti per ciascuna cantica. Come si può notare, l'opera è impostata sulla simbologia cristiana del numero 3 (Padre, Figlio e Spirito Santo, ovvero la Trinità) e dei suoi multipli, dell'1 (Dio unico) e del 100 (totalità di Dio).
Tutti i canti sono scritti in terzine incatenate di versi endecasillabi. La lunghezza di ogni canto va da un minimo di 115 versi ad un massimo di 160; l'intera opera conta complessivamente 14 233 versi. La Divina Commedia è dunque superiore in lunghezza sia all'Eneide virgiliana (9 896 esametri), sia all'Odissea omerica (12 100 esametri), ma più breve dell'Iliade omerica (15 683 esametri). In ogni caso, se altre opere, anche molto più lunghe, sono state composte dalla tradizione e dai vari poeti che nel tempo le hanno ampliate ed arricchite, la Divina Commedia è frutto dell'intelletto di un solo uomo, autore di tutti e 14 233 i versi.
La Commedia è anche una drammatizzazione della teologia cristiana medievale, arricchita da una grande creatività immaginativa.
La struttura ha tra i suoi modelli un resoconto arabo del mi'raj, l'ascensione al cielo di Maometto, la cui traduzione latina nota in Europa come Liber Scalae Machometi venne fatta nel 1264 da Bonaventura da Siena, un dotto con cui collaborò per un certo tempo Brunetto Latini, uno dei maestri di Dante.

### Struttura cosmologica
La struttura testuale della Commedia coincide esattamente con la rappresentazione cosmologica dell'immaginario medievale. Il viaggio all'Inferno e nel monte del Purgatorio rappresentano infatti l'attraversamento dell'intero pianeta, concepito come una sfera, dalle sue profondità alle regioni più elevate; mentre il Paradiso è una rappresentazione simbolico-visuale del cosmo tolemaico.
L'Inferno era rappresentato all'epoca di Dante come una cavità di forma conica interna alla Terra, allora concepita come divisa in due emisferi, uno di terre e l'altro di acque. La caverna infernale era nata dal ritrarsi delle terre inorridite al contatto con il corpo maledetto di Lucifero e delle sue schiere, cadute dal cielo dopo la ribellione a Dio. La voragine infernale aveva il suo ingresso esattamente sotto Gerusalemme, collocata al centro della semisfera occupata dalle terre emerse, ovvero dal continente euroasiatico. Agli antipodi di Gerusalemme, e quindi al centro della semisfera acquea, si ergeva l'isola montagnosa del Purgatorio, composta appunto dalle terre fuoriuscite dal cuore del mondo all'epoca della ribellione degli angeli. In cima al Purgatorio, Dante colloca il Paradiso terrestre del racconto biblico, il luogo terrestre più vicino al cielo. Come si vede, Dante riprende dalla concezione tolemaica l'idea di una Terra sferica, ma le sovrappone un universo sostanzialmente pre-tolemaico, privo di simmetria sferica. Alla sfericità della Terra, infatti, non corrisponde una simmetria generale nella distribuzione delle terre emerse e della presenza umana; le direzioni passanti per il centro della Terra non sono equivalenti: quella che passa per Gerusalemme e per la montagna del Purgatorio ha un ruolo privilegiato, il che richiama le concezioni della Grecia arcaica, ad esempio di Anassimandro.
Il Paradiso è strutturato secondo la rappresentazione cosmologica nata all'epoca ellenistica con gli scritti di Tolomeo, e risistemata dai teologici cristiani secondo le esigenze della nuova religione. Nel suo rapimento celeste dietro l'anima di Beatrice, Dante attraversa dunque i nove cieli del cosmo astronomico-teologico, al di sopra dei quali si distende il Pleroma infinito (Empireo) in cui ha sede la Rosa dei Beati, posti a diretto contatto con la visione di Dio. Ai nove cieli corrispondono nell'Empireo i nove cori angelici che, col loro movimento circolare intorno all'immagine di Dio, provocano il relativo movimento rotatorio del cielo a cui ciascuno di essi è preposto - questo secondo la dottrina dell'Atto Puro o Primo Mobile desunta dalla Metafisica di Aristotele.
La struttura cosmologica della Commedia è strettamente connessa alla struttura dottrinale del poema, per cui la collocazione dei tre regni, e, al loro interno, l'ordine delle anime (ovvero delle pene e delle grazie), corrisponde a precisi intendimenti di ordine morale e teologico.

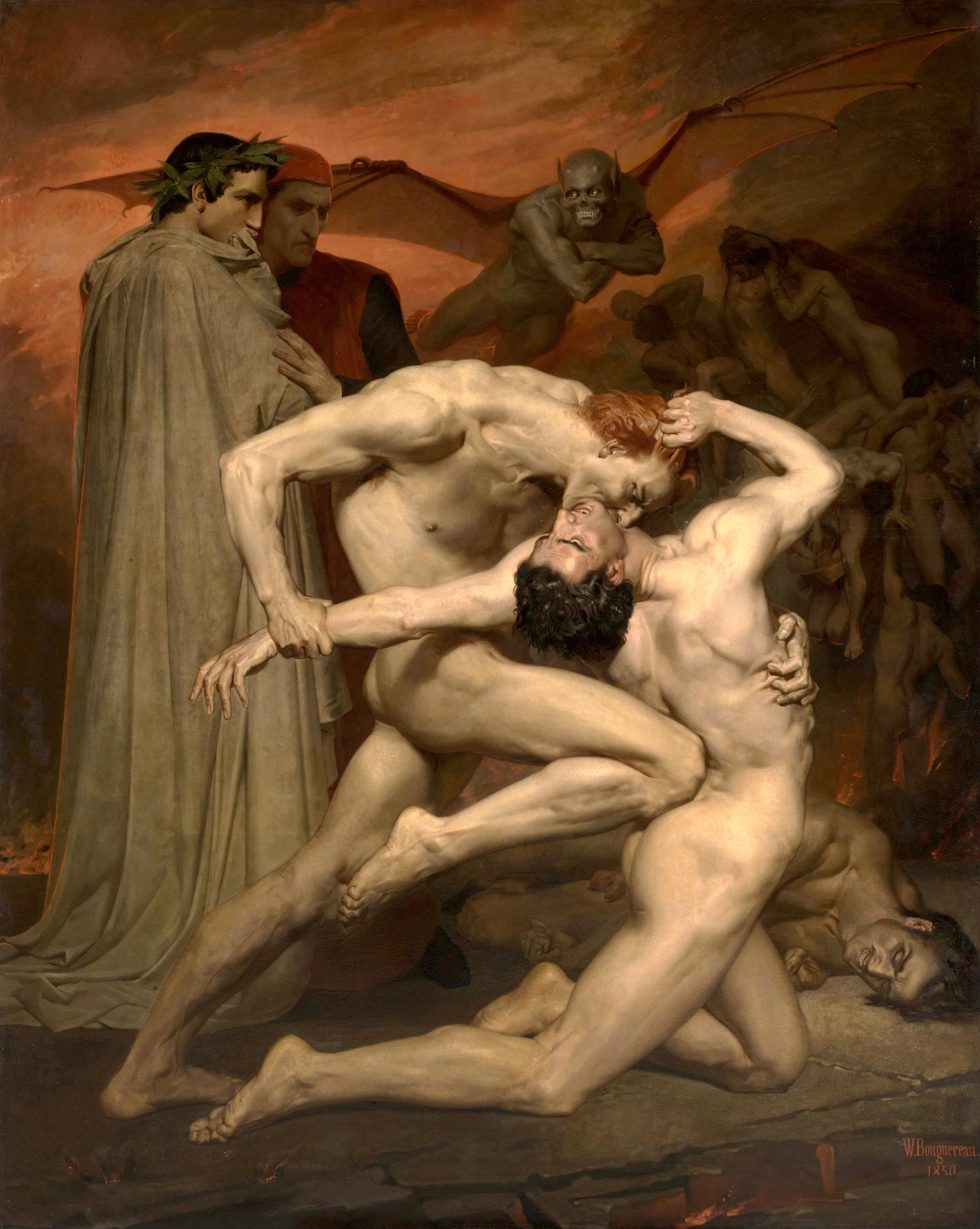
Dante e Virgilio all'Inferno, dipinto di William-Adolphe Bouguereau (1850)

In particolare, la topografia dell'Inferno comprende i seguenti luoghi:
- Un ampio vestibolo o Antinferno, dove vengono puniti coloro che nessuno vuole, né Dio né il demonio: gli ignavi.
- Il fiume Acheronte, che separa il vestibolo dall'Inferno vero e proprio.
- Una prima sezione costituita dal Limbo, immerso in una tenebra perenne.
- Una serie di cerchi meno scoscesi in cui patiscono i peccatori incontinenti.
- La città infuocata di Dite, le cui mura circondano la voragine finale.
- Il cerchio dei violenti in cui scorre il fiume sanguigno del Flegetonte.
- Un burrone scosceso, che dà all'ottavo cerchio, chiamato Malebolge: il cerchio dei fraudolenti.
- Il pozzo dei Giganti.
- Il lago ghiacciato di Cocito, dove sono immersi i traditori.

La topografia del Purgatorio è invece così strutturata: un Antipurgatorio, costituito da una spiaggia, su cui vengono traghettate le anime dall'angelo nocchiero che le preleva alla foce del Tevere, e da una valletta fiorita; specularmente all'Inferno, in essa attendono di iniziare la loro purificazione i negligenti, i tardi cioè a pentirsi. Il Purgatorio vero e proprio è un monte scosceso, formato da ampi dirupi e cerchi rocciosi, a ciascuno dei quali è preposto un angelo guardiano. Sulla cima del monte c'è il Paradiso terrestre, che ha l'aspetto di una foresta rigogliosa, popolata di figure allegoriche.
I nove cieli del Paradiso sono i sette del sistema tolemaico - Luna, Mercurio, Venere, Sole, Marte, Giove, Saturno - più il cielo delle Stelle fisse e del Primo Mobile.

### Struttura dottrinale
La struttura dottrinale coincide con l'impianto teologico-filosofico proprio della poetica di Dante. La complessità degli schemi adottati dal poeta richiede che la materia venga trattata in apposite voci di approfondimento.
- Struttura dell'Inferno
- Struttura del Purgatorio
- Struttura del Paradiso

### Cronologia
Le date in cui Dante fa svolgere l'azione della Commedia si ricavano dalle indicazioni disseminate in diversi passi del poema.
Il riferimento principale è Inferno XXI, 112-114: in quel momento sono le sette del mattino del sabato santo del 1300, 9 aprile o, secondo altri commentatori, del 26 marzo del 1300. L'anno è confermato da Purgatorio II, 98-99, che fa riferimento al Giubileo in corso. Tenendo questo punto fermo, in base agli altri riferimenti si ottiene che:
- alla mattina dell'8 aprile (venerdì santo) o del 25 marzo, Dante esce dalla "selva oscura" e inizia la salita del colle, ma viene messo in fuga dalle tre fiere e incontra Virgilio.
- Al tramonto, Dante e Virgilio iniziano la visita dell'Inferno, che dura circa 24 ore[22] e termina quindi al tramonto del 9 aprile o del 26 marzo. Nel superare il centro della Terra, però, i due poeti passano al "fuso orario" del Purgatorio (12 ore di differenza da Gerusalemme[23] e 9 ore dall'Italia), per cui è mattina quando essi intraprendono la risalita, che occupa tutto il giorno successivo.
- All'alba del 10 aprile (domenica di Pasqua) o del 27 marzo, Dante e Virgilio iniziano la visita del Purgatorio, che dura tre giorni e tre notti:[24] all'alba del quarto giorno, 13 aprile o 30 marzo, Dante entra nel Paradiso Terrestre e vi trascorre la mattina, durante la quale lo raggiunge Beatrice.
- A mezzogiorno, Dante e Beatrice salgono in cielo. Da qui in avanti non vi sono più indicazioni di tempo, salvo che nel cielo delle stelle fisse trascorrono circa sei ore (Paradiso XXVII, 79-81). Considerando un tempo simile anche per gli altri cieli, si ottiene che la visita del Paradiso duri due-tre giorni. L'azione terminerebbe di conseguenza il 15 aprile o il 1º aprile.

Quindi con un tempo totale stimato in sette giorni di viaggio.

## Tematiche e contenuti
- Personale universale (redenzione dell'umanità).
- Autobiografico: redenzione dell'anima del poeta dopo il periodo di traviamento (selva oscura).
- Redenzione politica: l'umanità con la guida della Ragione (Virgilio) e dell'impero raggiunge la felicità naturale (Paradiso terrestre = giustizia e pace).
- Redenzione religiosa: con la guida della Teologia (Beatrice) e dell'estasi, la contemplazione mistica (San Bernardo di Chiaravalle) si arriva alla felicità ultraterrena (Paradiso).[25]

Nella Divina Commedia, Dante si prefigge il ruolo di poeta vate in quanto universalizza il proprio viaggio verso la purificazione, per tutti gli uomini. Leggendo, infatti, la Divina Commedia ogni uomo ripercorre il viaggio dantesco purificandosi anch'esso dai sette vizi capitali.
Dante rappresenta cielo e terra, ma la terra trova nel poema una rappresentazione nuova, una profonda comprensione della realtà umana. In Dante è presente un modo nuovo e disincantato di percepire la storia: il racconto storico abbraccia il corso dei secoli con la storia dell'Impero romano e cristiano, delle lotte fiorentine tra guelfi bianchi e neri, una larga considerazione prospettica della storia della Chiesa e della storia contemporanea del papato.
L'osservazione della natura è accurata e armoniosa, accentuata nel suo valore prospettico, ricca e determinata. Le note geografiche e visive si succedono.
Il paragone è lo strumento con cui il poeta ritrae il reale mediante un intreccio di notazioni varie e reali. La natura dantesca scaturisce sempre da un riferimento personale ed è, non di rado, attratta nell'orbita drammatica della rappresentazione. Tutto in Dante ha un valore soggettivo, il poema non è solo la storia dell'anima cristiana che si volge a Dio, ma anche la vicenda personale di Dante, inestricabilmente intrecciata agli avvenimenti che narra. Dante è sempre attore e giudice.
Il poeta ci presenta l'uomo nella sua complessità e ne mostra il rapporto con Dio, alla luce della tradizione ebraico-cristiana la quale si innestava su quella classica, greca e latina.
La profezia religiosa e politica si sviluppa su un terreno di esperienze personali, dichiaratamente espresse, e di aspirazioni precise. Dante sovrappone la profezia ai fatti concreti e non li dimentica, né insegue sogni vaghi e irrealizzabili di rinnovamento come i profeti medievali, infatti il suo vagheggiamento di un rinnovamento religioso, morale e politico ha obiettivi ben precisi: una ritrovata moralità della Chiesa, la restaurazione dell'Impero, la fine delle lotte civili nelle città.
L'allegoria e la concezione figurale sono il fondamento del poema ed il segno più scoperto del suo medievalismo; il mondo è raffigurato suddiviso: da un lato la realtà storica e concreta, dall'altro il sopramondo, ossia il significato della realtà storica trasferita sul piano morale e su quello ultraterreno. Il costante riferimento al sopramondo attesta la subordinazione medievale di ogni realtà a un fine morale e religioso. Siffatta subordinazione è rigida e imperante e nell'assoluto valore dell'allegoria, nella fedeltà ai modi e allo stile ereditati dalla letteratura precedente è il medievalismo di Dante.
Nel Paradiso la tematica è quella della legittimità dell'impero universale, istituzione voluta dalla Provvidenza, garante di pace e di giustizia, ed è affidata all'imperatore bizantino Giustiniano, personaggio fondamentale della storia antica, colui che aveva riordinato le leggi romane (Corpus iuris civilis) consentendo la loro trasmissione alle epoche successive. Quindi sia i guelfi, simpatizzanti per la monarchia francese (i gigli gialli; Par. VI, v. 100), opponendosi all'impero, sia i ghibellini, che strumentalizzano il pubblico segno per interessi privati e particolari, sono in errore ed ostacolano i disegni della Provvidenza. Il pensiero politico del poeta ruota perciò attorno alle istituzioni del Papato e dell'Impero e alle loro funzioni, motivi già trattati nel Convivio e nel De Monarchia.

### I sesti canti del poema
I sesti canti del poema sono di contenuto politico, secondo una visione che si amplia da Firenze (Ciacco, Inferno), all'Italia (Sordello da Goito, Purgatorio), all'impero (Giustiniano I, Paradiso). Nell'Inferno è presente un dialogo fra Dante e Ciacco in cui viene condannata la decadenza morale e civile di Firenze ("superbia, invidia e avarizia sono/ le tre faville c'hanno i cuori accesi"; Inf. VI, vv. 74-75). Nel Purgatorio è Dante stesso che affronta la tematica politica. Il poeta, in veste di autore, in una digressione deplora gli imperatori germanici suoi contemporanei poiché non si occupano più del "giardino dell'impero" ("giardin de lo imperio"; Purg. VI, v. 105), cioè dell'Italia ("Che val perché ti racconciasse il freno / Iustinïano, se la sella è vòta?"; Purg. VI, vv. 88-89). La scelta del numero 6 non è casuale, perché 6 è multiplo del 3, numero centrale nella Commedia. I tre testi contengono una profezia (VI Inferno), un compianto (VI Purgatorio) e una narrazione (VI Paradiso). In tutti e tre i canti l'intento del poeta è sempre lo stesso: criticare le divisioni politiche che minano la solidità dell'Impero creato da Dio unico ed indivisibile.

### Il pensiero filosofico e teologico
Dal punto di vista filosofico Aristotele è "il maestro di color che sanno" (Inferno, IV,131), il cui pensiero, ripreso e interpretato in chiave cristiana da Alberto Magno e Tommaso d'Aquino, è fondamentale nella filosofia dantesca. "Un peso maggiore sulla base dottrinale della Commedia lo assume il neoplatonismo, soprattutto perché in esso, soprattutto ad opera dei Padri della Chiesa alessandrini (per esempio Origene, III secolo) e dello stesso Pseudo-Dionigi l'Areopagita (V secolo) si fusero concezioni cristiane e platoniche sulla base di un criterio sincretistico. A questo proposito va notato che la disposizione e la struttura stessa di Inferno e Paradiso risentono in modo determinante delle dottrine neoplatoniche: Satana è collocato nel punto del cosmo più lontano da Dio ed è caratterizzato dalla brutalità meccanica tipica delle creature che costituiscono l'ultimo gradino della scala degli esseri, in cui prevale la materia.
Quanto al criterio complementare, fatto proprio da figure fondamentali come sant'Agostino che considera l'influsso divino in termini di irradiazione di luce, esso è assunto da Dante come grande sistema di collegamento della terza cantica, accogliendo le suggestioni che erano venute dalla metafisica della luce, elaborata in particolare dalla Scuola di Chartres (XII secolo) e dal teologo inglese Roberto Grossatesta (XIII secolo) nonché da san Tommaso e san Bonaventura.
Per quanto riguarda l'ordine delle gerarchie angeliche, Dante abbandona la proposta di Gregorio Magno (VI secolo), le cui dottrine aveva utilizzato nella sistemazione delle pene purgatoriali, per passare alla Gerarchia celeste dello Pseudo-Dionigi a conferma dell'importanza strutturale della cultura neoplatonica della Commedia.
È discussa l'esistenza di un'influenza diretta degli aristotelici arabi e del teologo e giurista ebreo Mosè Maimonide sul pensiero di Dante. Però il poeta dovette subirla almeno attraverso le opere dei teologi della Scolastica. Da Maimonide, ad esempio, San Tommaso d'Aquino riprese le cinque forme della rivelazione: "visio", "oraculum", "somnium", "phantasia" e "sensus".

### La profezia
Un tema ricorrente nella Commedia è la profezia post eventum. Il profetismo era largamente diffuso ai tempi del poeta, come del resto lo fu durante tutto il Medioevo ed era caratterizzato da un'attesa escatologica. Inoltre nel 1300 papa Bonifacio VIII indisse il primo Giubileo, segno di una volontà di rinnovamento spirituale. Nel XII secolo, in un clima di rinnovamento spirituale, il profetismo si sviluppò in due principali direzioni: una, legata ad un diretto contatto con Dio da ricondurre alla monaca benedettina Ildegarda di Bingen ed alle sue "visioni"; l'altra, che ebbe il suo maggior esponente in san Bernardo di Chiaravalle, avente come base l'esame della complessa realtà del proprio tempo con il fine di apportarvi miglioramenti dettati dalla carità. Ad alimentare questo clima di attesa e di speranze contribuì inoltre il commento all' Apocalisse di Giovanni del francescano Pietro di Giovanni Olivi (Pierre Olieu, 1248-1298), le cui idee Dante conobbe frequentando a Firenze la scuola conventuale francescana di Santa Croce, dove conobbe anche uno dei suoi più ferventi discepoli, Ubertino da Casale (1259 - 1330 circa). Proprio nel 1300 Dante colloca il suo viaggio nell'oltretomba, non a caso strutturato in forma di visione, attraverso cui denunciare agli uomini i mali del mondo e della Chiesa e indicandone allo stesso tempo i correttivi, mostrando a tutti gli uomini quale fosse la giusta strada da percorrere per il rinnovamento dello spirito.
Il profetismo della Commedia, oltre che richiamarsi in generale alla Bibbia ha radici nel gioachimismo, col quale condivide la visione di una profonda decadenza dei valori e della corruzione della Chiesa, identificata con la prostituta dell'Apocalisse di Giovanni (Purg. XXXII, 160), e l'esigenza di combatterle nella speranza di un rinnovamento. Garanzia di tale speranza sono la gravità del dolore sopportato da coloro che sono rimasti fedeli a Cristo e la promessa di Cristo stesso di non abbandonarli, nonché la certezza, basata sull'Apocalisse di Giovanni, della sconfitta finale dei malvagi. Dante ritiene infatti non lontana la fine dei tempi: Vedi nostra città quant'ella gira;/vedi li nostri scanni sì ripieni,/che poca gente più ci si disira (Par. XXX 130 - 132). Come Gioacchino da Fiore e la linea spirituale del francescanesimo, anche Dante, nel suo messaggio profetico, prospetta "l'ideale di una Chiesa povera e aderente ai princìpi evangelici, che dopo Cristo è stato sostenuto solo da San Francesco, ritenuto per questo da Dante un secondo Cristo (v. Paradiso XI), iniziatore di una svolta decisiva nella storia cristiana. Mentre però il gioachimismo identificava nell'Ordine francescano l'artefice del processo di redenzione, Dante se ne distacca, escludendo che il rinnovamento potesse scaturire dall'interno della Chiesa. Egli basa invece il proprio messaggio profetico sul veltro (Inferno I, 101), ossia un riformatore laico voluto da Dio (identificabile con l'imperatore), unica forza in grado di realizzare il piano provvidenziale svelato a Dante nell'oltretomba".
In varie occasioni alcuni personaggi incontrati da Dante durante il suo viaggio oltremondano, grazie alla loro capacità di prevedere il futuro, preannunciano al poeta il suo esilio. Dopo Ciacco (Inferno, VI, vv. 58-75), il primo che pronuncia contro Dante "parole gravi" è Farinata degli Uberti (Inferno X, 79 e ss.); seguono Brunetto Latini (Inferno XV, 61-72); Vanni Fucci (Inferno XXIV, 140-151);Corrado Malaspina (Purgatorio VIII, 133-139); Oderisi da Gubbio (Purgatorio XI, 139-141); Bonagiunta Orbicciani (Purgatorio, XXIV, 43-48); Forese Donati (Purgatorio XXIV, 88-90) e infine Cacciaguida nel Paradiso (canto XVII).
Il ricorso alla profezia consente a Dante-personaggio (agens) anche di anticipare narrativamente la drammatica evoluzione che il Dante scrittore (auctor) vede dispiegarsi sotto i suoi occhi. Nella Commedia sono dunque disseminate molte profezie post-eventum, che riguardano fatti della biografia dell'autore (l'esilio) o collettivi (per esempio il trasferimento della sede papale ad Avignone ad opera di Papa Clemente V sotto la pressione dei sovrani di Francia). Tuttavia il messaggio di Dante riguarda anche un misterioso piano provvidenziale, personificato dall'enigmatico veltro, che interverrebbe a punire i responsabili della corruzione morale, come la curia papale e il re di Francia. I vari commenti sull'Apocalisse giovannea fioriti nel Medioevo influirono notevolmente sull'atteggiamento profetico di Dante nel suo poema. La prima linea di sviluppo di tali commenti è molto attenta all'interpretazione letterale del testo e mira ad un'interpretazione in senso morale (san Girolamo, Beda il Venerabile, Riccardo di San Vittore, Alberto Magno). La seconda linea si basa su un'interpretazione allegorica e tende a vedere rappresentata nel testo apocalittico una successione storica delle vicende della Chiesa. Questa linea interpretativa ha i suoi maggiori esponenti in Gioacchino da Fiore e Pietro di Giovanni Olivi, i cui commenti, come già detto, probabilmente influenzarono molto Dante. Dante si riferisce a san Giovanni e all'Apocalisse di Giovanni nell'Inferno (XIX, 106-111) e nel Paradiso (XXXII, 127-128). Nella processione mistica del Paradiso terrestre (Purgatorio, XXIX) vari elementi sono ripresi dal testo di san Giovanni (i sette candelabri, i ventiquattro seniori, i quattro animali, il drago, ecc.) ed il libro dell'Apocalisse di Giovanni viene rappresentato simbolicamente come un vecchio solo, che avanza dormendo, con la faccia arguta (Purgatorio, XXIX, 143-144).

### La numerologia
Un'altra tematica frequentemente rintracciabile nel poema è il valore-simbolo del numero. Secondo la Bibbia, Dio ha organizzato il cosmo secondo criteri armonici: "tu hai tutto disposto con misura, calcolo e peso" (Sapienza 11, 21). I Padri della Chiesa avevano dedicato grande attenzione alla numerologia, come attestano le opere Libro dei numeri di Isidoro di Siviglia e il libro XV (De Numero) dell'enciclopedia di Rabano Mauro. Dante aveva già sperimentato il simbolismo del nove, multiplo del tre simbolo della Trinità, nella Vita Nuova, dove lo applica a Beatrice: i due si incontrano la prima volta a nove anni, Beatrice rivolgerà il suo primo saluto all'ora nona, ecc.
Nella Commedia i canti sono 100 numero perfetto poiché rappresenta il 10 (moltiplicato per se stesso) denotante compiutezza. Dieci sono Le zone dell'Inferno (nove più l'antinferno); dieci le zone del Purgatorio (antipurgatorio, formato da spiaggia più primi due balzi, poi le sette cornici ed infine il paradiso terrestre); dieci sono le zone del Paradiso (sette cieli planetari, cielo delle stelle fisse, Primo Mobile, Empireo). Il numero simbolico trinitario 3 si trova nel numero delle cantiche, nei versi in terzine, nelle tre guide (Publio Virgilio Marone, Beatrice, San Bernardo) oltre che nelle tre facce di Lucifero, nelle tre fiere del primo canto dell'Inferno, nei tre gradini della porta del Purgatorio. Tre sono i gruppi di peccatori nell'Inferno (incontinenti, violenti, fraudolenti); nel Purgatorio le anime sono divise fra coloro che indirizzarono il loro amore su un oggetto sbagliato, quelli che furono poco solleciti al bene e quelli che amarono troppo i beni mondani; nel Paradiso i beati sono divisi fra gli spiriti che furono dediti alla ricerca della gloria terrena, gli spiriti attivi e gli spiriti contemplativi. Per quanto concerne il 9, i cerchi dell'Inferno sono nove, le cornici del Purgatorio 7 a cui si devono aggiungere Antipurgatorio e Paradiso Terrestre; 9 sono poi le sfere dei cieli (il decimo, l'Empireo, non è un luogo fisico).

### La musica
La musica è un altro motivo ricorrente nel poema ed è quindi una presenza frequente nella Commedia. Nel Medioevo le teorie musicali furono influenzate dal trattato De Musica di Severino Boezio che si rifaceva alla dottrina di Pitagora e al principio di proporzione basato sul numero. L'atmosfera terrifica e dolente dell'Inferno è caratterizzata dalla disarmonia (III, 22-28; V, 46; XX, 8-9; XXXII, 36). Nel Purgatorio il canto delle anime ha effetto catartico (purificatorio), creando effetti di rasserenamento e i riferimenti musicali hanno valore etico. Lo si vede in vari canti: la canzone intonata dal musico Casella (II, 107-108); poi in II, 47; V, 24; VIII, 13-18; X, 58-60; XII, 110-111; XXIII, 11-12. Nel Paradiso Terrestre la musica è frequente con le sue melodie (lo stormire delle foglie XXVIII, 13-18; l'apparizione di Matelda XXVIII 40-42; XXVIII 85; la melodia XXIX, 22-23; XXXI, 97-99; XXXII, 61-63). Il Paradiso è la cantica in cui la musica, intrecciandosi con le immagini luminose, costituisce la sostanza della cantica stessa. Numerosi sono gli esempi di una celeste musica polifonica: XXVII, 1-6, VI, 124-126; VIII, 16-20; X, 139-148; XIV, 28-32 e 118-123; XVII, 43-44; XXVIII, 118-120; XXIII, 97-102 e 109-111; XXVIII, 118-120; XXXII, 95-98; XXXIII, 68-75.

### La rappresentazione della luce
La rappresentazione della luce è frequente nel poema e ad essa si contrappongono le tenebre. Tutte le divinità dell'antichità si identificavano con la luce ed il Bene: il Bel semitico, il Ra egizio, l'Ahura Mazdā iranico, il Bene di Platone. Attraverso il neoplatonismo la luce entra nella tradizione cristiana soprattutto grazie a Sant'Agostino e a Dionigi l'Areopagita in cui sono frequenti le immagini di Dio come luce, fuoco, fontana luminosa. Nella filosofia Scolastica fu elaborata la "teologia della luce" da Roberto Grossatesta e san Bonaventura da Bagnoregio nel XIII secolo. L'Inferno è invece il regno delle tenebre. Dante si smarrisce nella selva oscura (I, 2) e cerca di salire su un colle illuminato dal sole (I, 13-18, 37-43). La prima cantica è il regno che scaturisce dalla privazione di Dio e quindi è senza luce. L'Inferno è cieco mondo (IV, 13; XXVII, 25), cieco / carcere (X, 58-59; XXII, 103), valle buia (XII, 86), "loco d'ogne luce muto" (V, 28). I cerchi infernali sono scuri (XXV, 13), l'aria è morta (I, 17), nera (V, 51), sanza tempo tinta (III, 29); l'acqua dell'Acheronte è bruna (III, 118) e quella dello Stige "buia assai più che persa" (VII, 103); la vegetazione della selva dei suicidi è di color fosco (XIII, 4). Attraverso la scura natural burella (Inf. XXXIV, 98) Dante e Virgilio giungono nel Purgatorio dove la luce riconquista lo spazio. Il sole è simbolo di Dio, l'alto Sol (Purg. VII, 26), l'alto lume (Purg. XIII, 85). Dante giunge sull'Antipurgatorio alle prime ore del mattino (I, 13-30; 107, 115), l'ascesa alla montagna avviene al sorgere del sole (II, 1) e l'arrivo sul Paradiso Terrestre al momento dello splendere della luce (XXVII, 112, 133). Il sole concede ai due poeti di vedere l'accesso alla montagna (I, 107-108). La luce solare è presente in vari passi (XIII, 16-18; XVII, 70-75). Ovviamente è il Paradiso il regno della luce che è la sostanza stessa del regno celeste. Dante guidato da Beatrice, allegoria della grazia e della teologia, sale per lo ciel di lume in lume (XVII, 115) attraverso la materia eterea dei cieli: Luna (II, 34-36), Mercurio (V, 94-96), Venere (VIII, 13-15), Sole (X, 41), Marte (XIV, 85-86), Giove (XVIII; 68-69), Saturno (XXI, 13). I cieli sono fatti di materia eterea e pertanto riflettono all'esterno la luce che ricevono dal sole (III, 109-111; VIII, 19; X, 40-42). Gli angeli vengono rappresentati come fuochi (IX, 77), facelle (XXIII, 94), scintille (XXVIII, 91), splendori (XXIX, 138). I beati hanno un corpo etereo e sono luci, lumi, faville (VIII, 8; XVIII, 101), stelle cadenti (XV, 16), rubini (XIX, 4-6), gioie (IX, 37), lapilli (XX, 16), fuochi (XX, 34; XXII, 119), fiammelle (XXI, 136), lucerne (VIII, 19; XXIII, 28), lampe (XVII, 5). Dio è etterna luce (V, 7-8), viva luce (XIII, 55-57). Dio è definito "lume" (XXXIII, 43, 110), "Sol dei beati" (IX, 8; XV, 76; XVIII, 105; XXX, 126) e nell'Empireo appare a Dante come "stella", punto luminoso molto acuto (XXVIII, 16-18; XXX, 11), "favilla pura" che illumina i cori angelici (XXVIII, 37-39). Nell'Empireo Dante può contemplarlo come "trina luce....'n unica stella" (XXXI, 28). La Candida rosa dei beati è fatta di luci e fiamme splendenti (XXXI, 1-24) e, alla fine del poema, all'arcobaleno è associata la sostanza stessa della luce divina (XXXIII, 116-120).

### L'invettiva
Nel poema dantesco frequente è l'invettiva. Le più famose sono le seguenti: Ciacco contro Firenze (Inferno - Canto sesto); contro i papi simoniaci (Inferno - Canto diciannovesimo); contro Pistoia (Inferno - Canto venticinquesimo); contro Firenze (Inferno - Canto ventiseiesimo); contro Pisa e contro Genova nel canto del conte Ugolino (Inferno - Canto trentatreesimo); Sordello da Goito contro l'Italia ed invettiva contro l'imperatore tedesco Alberto d'Asburgo (Purgatorio - Canto sesto); Marco Lombardo contro la corruzione umana, contro Papato e Impero (Purgatorio - Canto sedicesimo); contro la cupidigia (Purgatorio - Canto ventesimo); Giustiniano contro guelfi e ghibellini (Paradiso - Canto sesto); San Tommaso d'Aquino contro la corruzione fra i domenicani (Paradiso - Canto undicesimo); San Pietro contro la corruzione nella Chiesa (Paradiso - Canto ventisettesimo).

### La croce, l'albero, le scale e le porte
L'itinerario dantesco si svolge attorno ad un asse, che congiunge Gerusalemme con l'Empireo, passando per il centro della Terra e l'Eden, il Paradiso terrestre, posto sulla cima della montagna del Purgatorio.
Il pellegrino Dante inizia il suo viaggio nella selva; in realtà essa non si trova all'apice estremo dell'asse, ma decentrata; a detenere tale posizione è Gerusalemme, "centro del mondo" (Libro di Ezechiele 5, 5 e 38, 12), dove avvenne la crocifissione di Cristo: proprio la figura della croce costituisce il vertice dell'asse, il punto virtuale di inizio del viaggio. Vi è poi la "croce del diavolo". Al centro della Terra sta infatti Lucifero presentato all'inizio del canto XXXIV (Inferno - Canto trentaquattresimo) attraverso la citazione di un inno di Venanzio Fortunato sulla croce. In cima alla montagna del Purgatorio, nel mezzo dell'Eden, sull'asse del viaggio dantesco, s'innalza l'albero secco che poi fiorisce (Purgatorio - Canto trentatreesimo, vv. 37-39). Lì viene sussurrato il nome di Adamo, in quanto si tratta dell'albero della scienza del bene e del male (Genesi, 2, 15-17). In seguito l'albero fiorirà (Purgatorio - Canto trentaduesimo, vv. 59-60).
Lungo l'asse dell'itinerario dantesco si succedono quindi due simboli: l'albero e la croce. L'albero è quello della croce e rimanda al peccato originale; la croce rimanda a Cristo e al suo sacrificio. L'albero-croce come asse del viaggio rimanda alla simbologia dell'albero cosmologico, sulla base di un passo del Libro di Daniele (4, 7-9). Già all'inizio del IV secolo questo albero è messo in relazione con Cristo (chiamato, nel Libro di Isaia, 11-1, "germoglio" spuntato dalla stirpe di Davide); volendo intendere che, con la resurrezione, è stata aperta la via al regno celeste. E va ricordato che una croce di anime di beati appare a Dante nel cielo di Marte (Paradiso - Canto quattordicesimo, vv. 85-139).
Altra importante simbologia nella Commedia è quella delle scale. La stessa struttura del Purgatorio è un'enorme scalinata e lo è anche l'insieme dei cieli nel Paradiso, come avverte Beatrice (Paradiso - Canto ventunesimo, vv. 7-9). Nel Medioevo la scala era interpretata come mezzo per ascendere al Paradiso, soprattutto sulla base del sogno di Giacobbe (Genesi, 28-12).
Nel viaggio oltremondano di Dante le porte costituiscono un importante simbolo di passaggio da una condizione spirituale all'altra. Si ricordano la porta dell'Inferno (Inferno - Canto terzo, vv. 1-21), la porta della città di Dite (Inferno - Canto ottavo, vv. 76-130; Inferno - Canto nono, vv. 1-106) ed infine quella del Purgatorio (Purgatorio - Canto nono, vv. 43-145; Purgatorio - Canto decimo, vv. 1-6). La porta del Purgatorio, custodita dall'angelo vicario di Pietro, funge anche da porta del Paradiso, dato che non vi è una porta all'ingresso del terzo regno oltremondano.

### I motivi del poema
Il poema dantesco riprende quindi i seguenti motivi: il topos del viaggio nell'oltretomba presente nella poesia epica greco-latina; il topos del viaggio-percorso di formazione presente nel romanzo cortese-cavalleresco; il tema della fine del mondo presente nel francescanesimo e nei movimenti ereticali medievali. 
La Divina Commedia contiene inoltre la sintesi della poetica dantesca espressa attraverso il valore profetico dell'opera confermato dalla guida e presenza di Beatrice, attinto dalla forza trascendente di Dio che conduce ad un rinnovamento morale. La sintesi della poetica dantesca è espressa anche da una nuova teoria dell'amore secondo una prospettiva di itinerario verso Dio che porta ad un rinnovamento morale e spirituale.

### Scienza e tecnologia nella Divina Commedia
Nel poema dantesco vi sono diversi riferimenti alla scienza ed alla tecnologia. I temi affrontati nell'ambito della fisica sono: la gravità (Inferno - Canto trentaduesimo, vv. 73-74 e Inferno - Canto trentaquattresimo, vv. 110-111); la precessione degli equinozi (Inferno - Canto trentunesimo, vv. 78-84); le luci telluriche (Inferno - Canto terzo, vv. 130-135 e Purgatorio - Canto ventunesimo, v. 57); le grandi frane (Inferno - Canto dodicesimo, vv. 1-10); la formazione dei cicloni (Inferno - Canto nono, vv. 67-72); la Croce del Sud (Purgatorio - Canto primo, vv. 22-27); l'arcobaleno (Purgatorio - Canto venticinquesimo, vv. 91-93); il ciclo dell'acqua (Purgatorio - Canto quinto, vv. 109-111 e Purgatorio - Canto ventottesimo, vv. 121-123); la relatività del moto (Inferno - Canto trentunesimo, vv. 136-141 e Paradiso - Canto ventinovesimo, vv. 25-27); la propagazione della luce (Purgatorio - Canto secondo, vv. 99-107); le due velocità di rotazione (Purgatorio - Canto ottavo, vv. 85-87); gli specchi al piombo (Inferno - Canto ventitreesimo, vv. 25-27); la riflessione della luce (Purgatorio - Canto quindicesimo, vv. 16-24). Sono presenti riferimenti ai dispositivi militari (Inferno - Canto ottavo, vv. 85-87); all'accensione del fuoco con esca e acciarino (Inferno - Canto quattordicesimo, vv. 34-42), al mimetismo (Paradiso - Canto terzo, vv. 12-17). Nel settore tecnologico ci sono riferimenti alla cantieristica navale (Inferno - Canto ventunesimo, vv. 7-19); alle dighe degli olandesi (Inferno - Canto quindicesimo, vv. 4-9). Vi sono inoltre riferimenti ai mulini (Inferno - Canto ventitreesimo, vv. 46-49); agli occhiali (Inferno - Canto trentatreesimo, vv. 99-101); agli orologi (Paradiso - Canto decimo, v. 139-146 e Paradiso - Canto ventiquattresimo, vv. 13-15) nonché alla bussola magnetica (Paradiso - Canto dodicesimo, vv. 29-31).

### Gli ebrei nel poema dantesco
Dante già nel De Vulgari Eloquentia (I, VI, 5; I, VII, 8) mostra la propria conoscenza della storia del popolo ebreo. ricorda che che gli ebrei che avevano indugiato nel seguire Mosè non ebbero la fortuna di raggiungere la terra promessa (Purgatorio - Canto diciottesimo, vv. 133-135). Ricorda la conquista della Palestina (Purgatorio - Canto ventesimo, vv. 109 e segg.) Due ebrei sono collocati nel girone degli accidiosi in Purgatorio (Purgatorio - Canto diciottesimo, vv. 130-135). Nel Paradiso però Dante ha collocato intorno a Beatrice, Rachele: simbolo della vita contemplativa, Sara, Rebecca, Giuditta e Rut (Paradiso - Canto trentaduesimo, vv. 8-12).
Rachele è ricordata anche nell'Inferno (Inferno - Canto quarto; vv. 55-60). Nell'Inferno ha collocato Caifa, crocifisso su una croce a tre braccia (Inferno - Canto ventitreesimo, VV. 115-120). Dante ha poi assegnato al luogo dove sono puniti i traditori dei benefattori e i traditori dell'autorità divina, il nome di Giudecca (Inferno - Canto trentaquattresimo). Il nome Giudecca è un riferimento chiaro ai ghetti che venivano così chiamati nel Medioevo, come è possibile riscontrare, in particolare, a Venezia. Secondo dante l'aver condannato Cristo è stato l'inizio delle loro sventure (Inferno - Canto ventitreesimo, v. 123; Paradiso - Canto settimo, v. 7). In seguito a ciò sono stati associati agli infedeli (Inferno - Canto ventottesimo, v. 87; Convivio II, VIII, 9). Per Dante la distruzione di Gerusalemme e la diaspora del popolo ebreo sono la giusta punizione per la morte di Gesù (Purgatorio - Canto ventunesimo, vv. 82-84; Paradiso - Canto sesto, vv. 92-94; Paradiso - Canto settimo, vv. 19-51).
Dante quindi, nel complesso, si associa all'idea negativa sugli ebrei presente nel Medioevo.

### Le tre guide
Il viaggio ultraterreno di Dante richiede l'appoggio di una guida, in quanto il protagonista rappresenta l'uomo smarrito in conseguenza del peccato e pertanto incapace di recuperare da solo la retta via. Per l'intero cammino che si svolge attraverso il baratro dell'Inferno e su per la montagna del Purgatorio la guida prescelta è Virgilio, l'antico poeta latino autore dell'Eneide. Egli, sebbene pagano, per l'alto valore morale della sua poesia, rappresenta la saggezza naturale, la ragione della cui luce l'uomo ha bisogno per riscattarsi e rendersi disponibile a comprendere la Rivelazione.
Comunque la figura di Virgilio non rimane chiusa in una schematica funzione allegorica; essa, in virtù della capacità poetica di Dante, assume il ruolo di un personaggio di grande rilievo: ora egli si anima di sollecitudine paterna e riesce a rassicurare con la sua rasserenante protezione Dante sbigottito dagli orrori dell'Inferno, ora, specialmente nel Purgatorio, resta soggetto all'incertezza, al timore e vive un suo dramma personale, in quanto diversamente da Dante egli è escluso dalla salvezza. Il suo compito si conclude nel Paradiso terrestre in quanto Virgilio, estraneo al mondo della fede, non può guidare Dante a comprendere il mistero divino che gli si svelerà nel Paradiso. Per questo occorre l'intervento della Grazia, della scienza teologica, che viene rappresentata dalla nuova guida, Beatrice, la quale condurrà Dante dalla cima del Purgatorio alle soglie dell'Empireo.
Anche nel caso di Beatrice il significato allegorico si arricchisce di componenti che fanno della sua figura un personaggio altamente poetico. Beatrice è pur sempre la donna angelica che ha illuminato la giovinezza del poeta: adesso, divenuta beata, risplende di una luce che si esprime nel suo sguardo e nel suo sorriso, rendendola bella in modo indicibile. Beatrice spiega al poeta con un linguaggio dotto ardui problemi teologici, ma lo fa salire attraverso i cieli con la forza del suo sorriso, cioè con la forza di un amore che è il riflesso di quello divino.
Dopo aver condotto Dante all'interno dell'anfiteatro occupato dai beati, Beatrice ritorna al suo seggio da dove appare al poeta cinta di un'aureola luminosa e il ruolo di guida viene assunto nel momento conclusivo del viaggio da San Bernardo, il quale per la sua vita dedita, già in Terra, alla contemplazione, appare singolarmente adatto a sostenere Dante nel momento in cui, con l'aiuto della preghiera di tutti i beati, e in particolare della Vergine, riuscirà ad entrare in diretta comunione con la viva presenza di Dio.

## Modelli, fonti e lingua

### Lingua
Uno dei problemi più ardui della filologia italiana è lo studio della lingua dei principali autori della nostra tradizione letteraria. Tale problema è connesso strettamente allo studio della tradizione manoscritta delle opere. Nel caso di Dante, la questione è molto più complessa e delicata in quanto nel poema dantesco si è tradizionalmente identificata l'origine stessa della lingua italiana. La definizione di "padre della lingua italiana", spesso utilizzata per Dante, non è solo una teoria della critica contemporanea; generazioni di lettori, a partire dai primi commentatori fino ai moderni esegeti, non hanno potuto fare a meno di confrontarsi, anche quando hanno anteposto alla Commedia altri modelli linguistici e letterari, con il poema sacro. Ad esempio, la teorizzazione del Bembo nelle Prose della volgar lingua, in quanto fondamentalmente normativa, tendeva a canonizzare un modello linguistico più vicino a Petrarca che a Dante. Ciononostante, nelle Prose, il poema è comunque il testo più importante cui fare riferimento, anche e soprattutto in prospettiva critica, per la sua ricchezza linguistica e lessicale.
Tuttavia, l'importanza irrinunciabile della Commedia è dimostrata dal peso attribuito al poema dantesco nella compilazione del primo Vocabolario degli Accademici della Crusca. Poiché il numero di citazioni della Commedia supera di gran lunga quello di qualsiasi altra opera e poiché è evidente che l'influenza di un vocabolario sullo sviluppo storico di una lingua è senz'altro superiore a quello di ciascuna singola opera, ne risulta dimostrata la centralità del poema per la coscienza linguistica e letteraria italiana.
La storia della tradizione manoscritta dimostra d'altronde quanto il processo di copia del poema abbia contribuito fin dalle origini alla formazione di un volgare letterario italiano. Però l'esatta forma della lingua dantesca è ancora oggetto di studio e di dibattito, così come accade per le maggiori opere della letteratura antica. Solitamente, viene considerata una soluzione efficace basarsi sulla lingua del testimone più antico di un'opera.
Nel caso della Commedia, si tratta del manoscritto Trivulziano 1080.
Nella Commedia notiamo un plurilinguismo ed un pluristilismo in cui convergono le più diverse risorse linguistiche e letterarie dando contemporaneamente dignità letteraria a termini caratteristici del parlato popolare. Si tratta dunque di un crocevia di vari idiomi, con una straordinaria inventiva nelle scelte. Dante, ad esempio, coglie schietti dialettismi (pisano andonno, settentrionale brolo e burlare, meridionale sorpriso ecc.) e molti fiorentinismi. Voci nuove e locuzioni caratteristiche sono poi divenute parti integranti della lingua italiana (fiero pasto, vendetta allegra, morta gora, mondan romore, volgare schiera, il velen de l'argomento, far tremare le vene e i polsi, ecc.). Sono presenti anche paralleli termini transalpini (frale / fragile; gioire / godere, sire / signore, augello / uccello, veglio / vecchio, disio o disire / desiderio, ecc.), oscillazioni fra forme latineggianti e volgari (radiare / raggiare, vigilare / vegliare / vegghiare, ecc.). Il poeta evoca spesso il valore semantico originario della parola (claustro / chiostro, nervo / nerbo, labore / lavoro, Mantua / Mantova, ecc.). Dante creò inoltre molti neologismi come trasumanare, indovarsi, bolgia, ecc.

### Stile
Dante non si può scindere dalla tradizione poetica provenzale, come dalla poesia provenzale non si può separare lo Stil Novo di cui Dante fu insigne rappresentante. Stile e linguaggio danteschi derivano da modi caratteristici della letteratura latina medievale: giustapposizione sintattica (brevi elementi successivi) cesure, stacchi, uno stile che non conosce la fluidità e il modo mediato e legato dei moderni. Dante ama l'espressione concentrata, il rilievo visivo e rifugge dai legami logici, il suo linguaggio è essenziale.
A differenza di Petrarca che utilizzava un linguaggio semplice e puro, caratterizzato da un ristrettissimo numero di parole, secondo un criterio unilinguistico, Dante nella Commedia adotta una grande ampiezza di lessico e di registri stilistici, dal più basso e "comico" nel senso medioevale del termine, al più alto e "sublime". Si parla dunque di plurilinguismo dantesco.

### Studi e fonti
Sull'istruzione di Dante la ricerca è tuttora aperta; quasi sicuramente non frequentò regolarmente un'istituzione di studi superiori, e tuttavia la sua opera dimostra perfetta conoscenza delle discipline delle Arti, insegnate come base comune a tutte le facoltà universitarie. È stata avanzata l'ipotesi di suoi contatti con un gruppo di filosofi averroisti bolognesi. Quasi sicuramente studiò la poesia toscana, nel momento in cui la Scuola poetica siciliana, un gruppo culturale originario della Sicilia, stava cominciando ad essere conosciuta in Toscana. I suoi interessi lo portarono a scoprire i menestrelli e i poeti provenzali e la cultura latina.
Evidente è la sua devozione per Virgilio ("Tu se' lo mio maestro e 'l mio autore, / tu se' solo colui da cu'io tolsi / lo bello stilo che m'ha fatto onore", Inferno v. 85 canto I), anche se la Divina Commedia mette in gioco una complessa tradizione classica e cristiana esaltando la cultura del Nostro; volendo ricordare alcune fonti, si può iniziare dal successivo verso 32: "Io non Enea, io non Paulo sono", in cui sono pertanto presentati i due testi chiave sui quali si basa l'opera: l'Eneide (in particolare il canto VI) e la Seconda lettera ai Corinzi di san Paolo, là dove racconta del suo rapimento estatico.
Numerosi altri testi agiscono sulla fantasia di Dante: dal Somnium Scipionis di Cicerone (unito al commento fattone da Macrobio), in cui viene descritta la visione delle sfere celesti e la dimora delle grandi anime, all'Apocalisse di Giovanni, così come l'apocrifa Apocalisse di Paolo (condannata da sant'Agostino, ma molto diffusa nel basso Medioevo), che contiene alcune descrizioni delle pene infernali e la prima generica definizione dell'esistenza del Purgatorio. Nel medioevo, il motivo della visione divenne un vero e proprio genere letterario (visio) e molti di questi testi erano noti a Dante: la Navigatio sancti Brendani, la Visio Tnugdali, il Purgatorio di San Patrizio, la Visio Thurkilli e i Dialoghi di san Gregorio Magno. Vanno pure menzionate le seguenti "visioni" medievali: la Visio Anselli (secolo XII) e la Visio monachi de Eynsham (secolo XII).
Bisogna ricordare altresì il viaggio oltremondano (catabasi) di Drythelm nella Historia ecclesiastica gentis Anglorum scritta da Beda il Venerabile nel secolo VIII. In essa l'anima del protagonista, guidata da uno spirito luminoso, visita i luoghi infernali dei dannati dove teme di essere presa dai diavoli ma viene salvata dallo spirito-guida e condotta ad ammirare i prati luminosi e profumati delle anime elette che cantano cori celestiali. Dopo questa esperienza oltremondana l'anima rientra nel corpo e il protagonista vive una vita santa per meritarsi la beatitudine celeste. Nella Leggenda del viaggio di tre santi monaci al Paradiso terrestre (X secolo) si racconta invece di tre monaci di enorme bontà che dal fiume di Sion arrivano al Paradiso terrestre la cui porta è custodita da un cherubino. All'interno incontrano i profeti Enoch ed Elia. Poi ripartono credendo di essere vissuti all'interno del Paradiso terrestre tre giorni mentre in realtà vi hanno trascorso tre anni.
Anche la coeva escatologia ebraica sembra essere stata presente a Dante: in particolare, si pensa abbia potuto leggere le opere di Hillel da Verona, che trascorse gli ultimi anni della sua vita a Forlì, morendovi poco prima dell'arrivo di Dante in quella città.
Molto spesso è Dante, presentando i vari autori nella sua opera, a lasciare una visione superficiale della sua biblioteca; ad esempio, nel cielo del Sole (canti X e XII) del Paradiso incontra due corone di spiriti sapienti, e tra questi mistici, teologi, canonisti e filosofi si trovano Ugo di San Vittore, Graziano, Pietro Lombardo, Gioacchino da Fiore ecc.
Altre fonti più recenti e di più superficiale incidenza nella Commedia vanno considerati i rozzi poemetti di Giacomino da Verona (De Ierusalem coelesti e De Babilonia civitate infernali) il Libro delle Tre Scritture di Bonvesin de la Riva, con la descrizione dei regni dell'Aldilà, e la Visione del monaco cassinese Alberico. Da ricordare anche il poemetto allegorico-didascalico Detto del gatto lupesco (XII secolo), viaggio allegorico di un cavaliere-eroe che deve superare tre ostacoli, simbolo del male, per raggiungere la beatitudine eterna.
Sulla biblioteca classica di Dante ci si deve accontentare di deduzioni interne ai suoi testi, delle citazioni dirette e indirette che essi contengono; si può affermare che accanto al nome di Virgilio compaiono Ovidio, Stazio e Lucano, cui seguono i nomi di Tito Livio, Plinio, Frontino, Paolo Orosio, che già erano presenti, con l'aggiunta di Orazio e l'esclusione di Stazio, nella Vita Nuova (XXV, 9-10), così ci si accorge che questi erano i poeti più diffusi e più letti nelle scholae medievali lasciando aperta l'ipotesi di una loro frequentazione da parte di Dante.

### Filosofia islamica
Nel 1919 il professor Miguel Asín Palacios, studioso e prete cattolico spagnolo, pubblica La Escatología musulmana en la Divina Comedia, un saggio sui parallelismi fra i contenuti dell'antica filosofia islamica e il testo di Dante. Secondo Palacios, Dante si sarebbe ispirato ai trattati spirituali del celebre mistico Ibn Arabi e ai contenuti dell'Isrāʾ e Miʿrāj, narrante l'ascesa notturna di Maometto al Cielo (miʿrāj). Il Kitab al-Miraj (Libro dell'Ascensione), tradotto in latino dall'arabo nel 1264 con il titolo di Liber Scalae Machometi ("Il Libro della Scala di Maometto", in arabo Isrāʾ e Miʿrāj) conterrebbe significative similitudini con l'opera di Dante.
Secondo il filosofo Frederick Copleston, il rispetto nutrito da Dante nei confronti di Averroè ("Averrois, che'l gran comento feo" Commedia, Inferno, IV, 144), Avicenna e Sigieri da Brabante sarebbe il frutto di un "notevole debito" del poeta nei confronti della filosofia islamica.
Secondo la filologa Maria Corti, Brunetto Latini, mentore di Dante, potrebbe aver incontrato Bonaventura da Siena, traduttore in latino del Kitab al Miraj, durante un suo soggiorno alla corte di Alfonso X. Secondo la Corti, Latini avrebbe potuto fornire a Dante una copia del Miraj.

### Attualità della Divina Commedia
Il poema dantesco è un'altissima testimonianza della civiltà medievale, sintesi di modelli culturali, cosmologici, storico - filosofici e teologici di quella civiltà. L'opera però possiede anche una sua perenne validità e ha una fondamentale funzione storica e civile. Scrive lo storico Giuliano Procacci: "Attraverso Dante venne per la prima volta posta in evidenza e resa esemplare la particolare funzione pedagogica e civile assolta dagli intellettuali nella formazione di una koiné italiana (la lingua italiana, ovvero il volgare illustre) e, leggendo la Divina Commedia, il pubblico colto italiano ebbe per la prima volta la netta sensazione di appartenere a una civiltà che, pur nella sua varietà e nel suo policentrismo, possedeva dei fondamenti comuni". Dante concepì poi l'opera come una missione morale che trasmettesse valori quali l'ordine, la giustizia, la pace, la libertà, la razionalità, la dignità morale. Si tratta di un sistema di valori contrapposto alle logiche di molti poteri politici e religiosi nonché alla logica del profitto della borghesia mercantile. Il poema dantesco contiene inoltre l'analisi di problemi eterni per l'uomo quali il Bene e il Male, la vita e la morte, la vita ultraterrena.

## Storia della critica
L'opera ebbe grande fortuna già nei primi anni in cui venne diffusa: a parte il fiorire di manoscritti e citazioni, alcune ancora precedenti alla morte di Dante, già nel XIV secolo vengono composti commenti all'intera opera o solo all'Inferno. Fra i primi commentatori annoveriamo anche i figli di Dante, Jacopo e Pietro Alighieri, ma anche Giovanni Boccaccio che negli ultimi anni della sua vita tenne delle letture pubbliche, le Esposizioni sopra la Comedia.

### Tradizione manoscritta e proposte di edizioni critiche
Dal punto di vista filologico, il caso della Commedia è tra i più complessi nel panorama delle lingue romanze e delle letterature occidentali più in generale, a causa della vastità delle testimonianze e per la conseguente difficoltà di stabilire con certezza i rapporti tra i manoscritti. I testimoni oggi noti sono infatti circa ottocento. Per i manoscritti più antichi del poema (1330-1350) si possono quindi distinguere, secondo lo stemma codicum approntato da Giorgio Petrocchi per la sua edizione del 1966-7, una tradizione fiorentina molto antica, rappresentata sostanzialmente dal manoscritto Trivulziano 1080, datato 1337, e dalle postille collazionate dall'umanista Luca Martini su una stampa cinquecentesca e da un codice approntato da un pievano, Forese Donati, databile al 1330 circa; una tradizione toscana occidentale; una tradizione emiliana; infine, un'ulteriore tradizione fiorentina, alla quale si può ricondurre la maggioranza dei manoscritti trecenteschi e quattrocenteschi.
Dopo l'edizione a cura di Giorgio Petrocchi, il dibattito sulla tradizione manoscritta si è ravvivato in reazione all'edizione di Federico Sanguineti, che suscitò vivaci critiche e adesioni. Quindi una nuova edizione, con una rinnovata indagine dei rapporti genetici tra i manoscritti, è stata annunciata da Paolo Trovato.
È probabile tuttavia che la Commedia sia stata inizialmente diffusa per cantiche o gruppi di canti; non sarebbe quindi mai esistito un originale esplicitamente pubblicato dall'autore; in questo senso vanno citati gli studi di Riccardo Viel, che ritiene impossibile disegnare un unico stemma codicum dell'opera, dovendosi procedere per singole cantiche o addirittura per gruppi di canti.
Alla tradizione toscana derivata dal codice Trivulziano 1080 si ispira l'edizione curata da Antonio Lanza. Negli ultimi anni, infine, in prospettiva del 2021, data del settecentenario della morte del poeta (1321-2021), sono state avanzate ulteriori tre proposte per una nuova edizione critica del poema dantesco, su basi molto diverse fra di loro, se non opposte:
1. la prima, di Enrico Malato, è una proposta 'vandelliana' (da Giuseppe Vandelli, curatore dell'edizione del 1921 della Commedia) o empirica: denuncia una profonda sfiducia nei confronti di qualsiasi tentativo di razionalizzazione stemmatica dei manoscritti a causa della diffusissima contaminazione; lo studioso propone pertanto di basarsi sul testo di Petrocchi, corretto di volta in volta - in base al senso del passo o alle fonti sottese ad esso - a seconda delle esigenze esegetiche e testuali;[60]
2. una proposta 'bedieriana' (dal filologo francese Joseph Bédier) invece è quella di Luigi Spagnolo, il quale propone di basarsi su un codex optimus (precisamente il Fior. Pal. 319), ossia un manoscritto ritenuto il migliore o comunque rappresentativo di una tradizione indipendente e di qualità più elevata rispetto alle tradizioni concorrenziali;[61]
3. da ultimo è stata avanzata, da parte di Angelo Eugenio Mecca, una proposta lachmanniana (come quella di Trovato) ma su basi 'barbiane' (ispirata cioè agli studi di Michele Barbi, che propose l'utilizzo di loci selecti, ossia passi scelti, per sistemare in gruppi e famiglie tutti i manoscritti noti della Commedia):[62] Mecca sostiene innanzitutto l'accantonamento dell'idea dell'esistenza di un archetipo per la Commedia, che resta non dimostrabile né storicamente probabile; poi la diffusione della Commedia per cantiche separate (se non per blocchi di canti), cosa che deve indurre il critico a tracciare prudenzialmente almeno tre stemmata, uno per cantica; l'articolazione della tradizione della Commedia in tre subarchetipi, al posto dei due finora riconosciuti (α e β, rispettivamente tradizione toscana e settentrionale), ossia: tradizione toscana (α), tradizione emiliano-romagnola (Urb e affini: ε), tradizione lombardo-veneta (Mad Rb e affini: σ); infine, la selezione come testimoni-base della futura edizione critica della Commedia di un numero congruo di testimoni, rappresentativi di tutti e tre i subarchetipi riconosciuti e l'adozione della lezione genuina secondo il criterio della maggioranza (due subarchetipi contro uno).[63]

## Prime edizioni a stampa

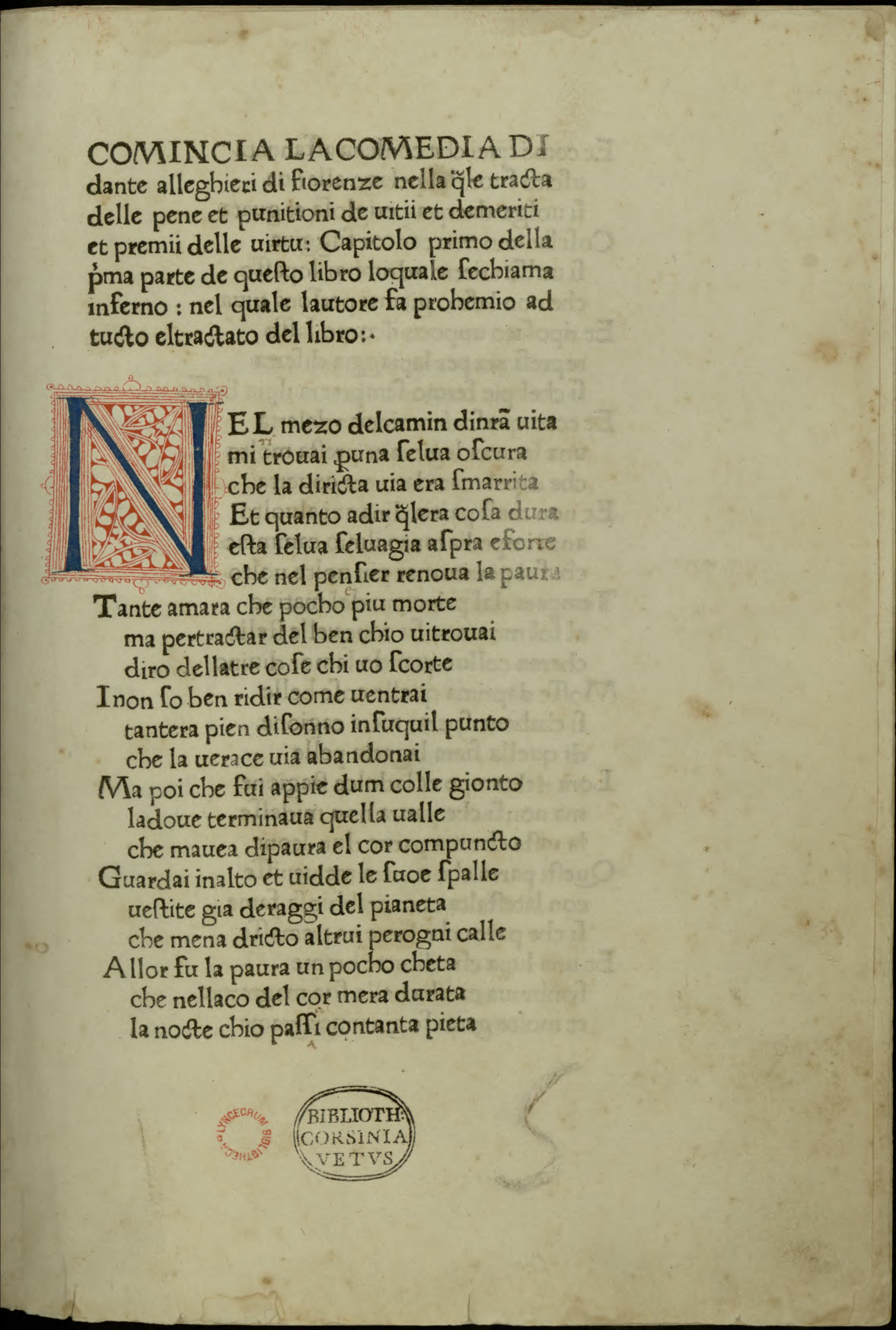
Frontespizio dell'editio princeps della Divina Commedia (11 aprile 1472)

L'editio princeps della Divina Commedia fu finita di stampare a Foligno l'11 aprile 1472 dal tedesco Johannes Numeister e dal «fulginato Evangelista mei» (come risulta dal colophon), che alcuni identificano con il mecenate folignate Emiliano Orfini, altri con il tipografo Evangelista Angelini. Tuttavia, a breve distanza dall'editio princeps di Foligno, sempre nello stesso anno, escono altre due edizioni della Divina Commedia: a Jesi (o a Venezia, il luogo è dubbio) per le stampe di Federigo de' Conti da Verona; e infine a Mantova, dai tipografi tedeschi Georg e Paul Butzbach, curata dall'umanista Colombino Veronese.

### Le edizioni a stampa del Quattrocento (incunaboli)
Nel corso del Quattrocento vengono stampate in tutto 15 edizioni della Divina Commedia (quattrocentine o, più comunemente, incunaboli, da un termine latino che significa "in culla" e con cui convenzionalmente si indicano tutte le stampe realizzate da metà Quattrocento all'anno 1500 compreso). Da un punto di vista filologico le edizioni si dividono in due gruppi: quelle derivate dall'edizione di Foligno, ma più o meno corretta o modificata (in tutto quattro edizioni), e quelle derivate dall'edizione di Mantova (undici in tutto); nel secondo gruppo rientra anche la più famosa edizione del secolo, destinata ad avere molte ristampe e grande successo anche nei secoli successivi, soprattutto nel Cinquecento: si tratta della stampa curata dall'umanista fiorentino Cristoforo Landino (Firenze, 1481). Va ricordata anche l'edizione stampata da Vindelino da Spira (Venezia, 1477), che contiene la Vita di Dante, ossia il Trattatello in laude di Dante, del Boccaccio, all'interno del quale compare per la prima volta l'espressione "divina commedia".

### Le edizioni a stampa del Cinquecento (cinquecentine)

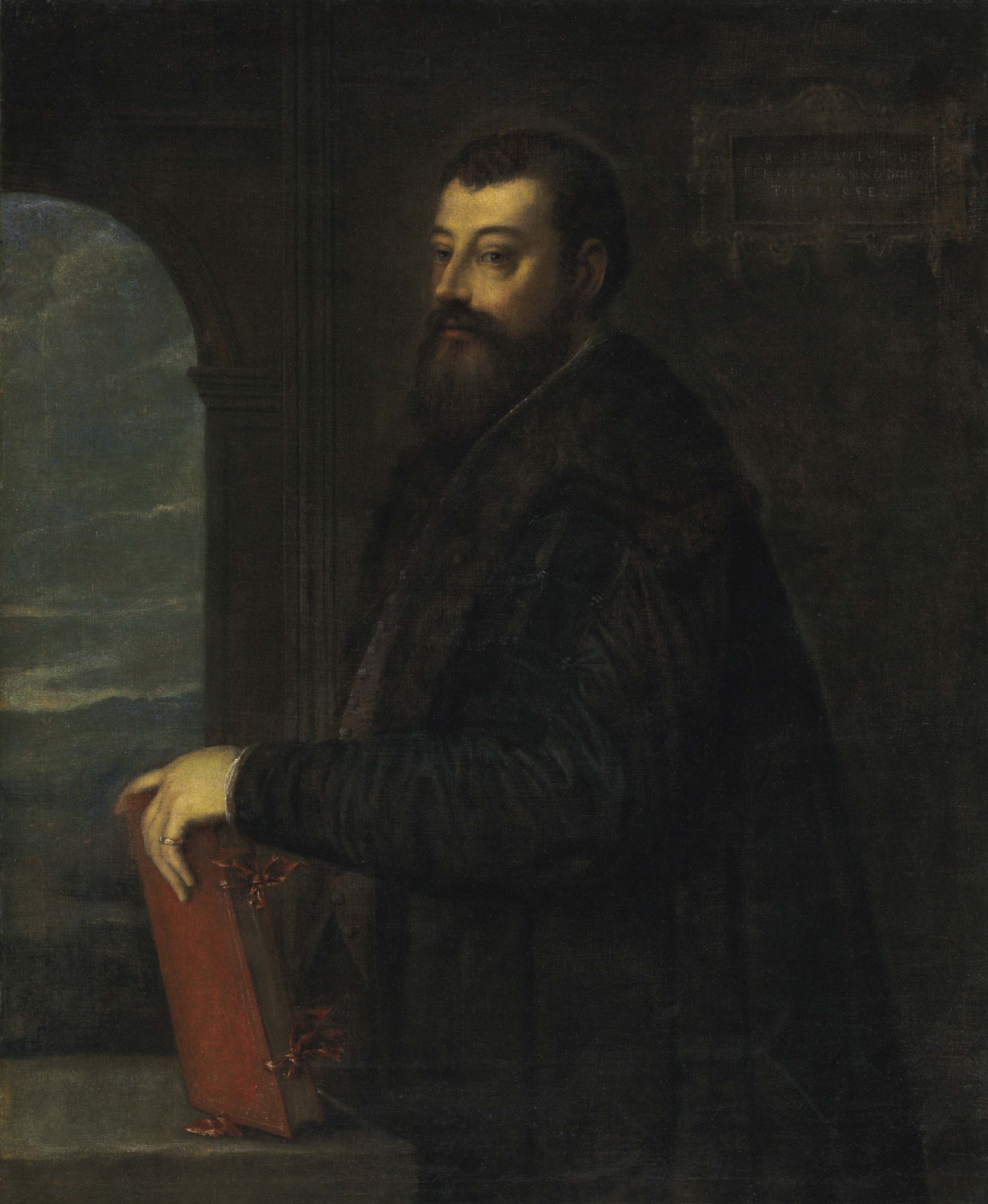
Gabriele Giolito de' Ferrari (ritratto eseguito da Tiziano, 1554) pubblicò nel 1555 la prima edizione a portare il titolo "Divina Comedia".

Il Cinquecento si apre con un'edizione famosissima, destinata ad imporsi su tutte le altre e a diventare il modello di tutte le edizioni della Divina Commedia dei secoli successivi, fino al XIX secolo compreso: Le terze rime di Dante, a cura di Pietro Bembo per la tipografia di Aldo Manuzio (Venezia, agosto 1502), ristampata poi tale e quale nel 1515. In tutto furono 30 le edizioni dantesche del secolo (il doppio del secolo precedente), la maggior parte delle quali stampate a Venezia. Fra esse si ricordano l'edizione di Lodovico Dolce, stampata a Venezia da Gabriele Giolito de' Ferrari nel 1555, che fu la prima ad attribuire l'aggettivo "Divina" a "Commedia" (tra i possessori più illustri di questa edizione troviamo Galileo Galilei, la cui copia ci è pervenuta fino ad oggi); l'edizione curata da Antonio Manetti (Firenze, Giunta, 1506); quella con il commento di Alessandro Vellutello (Venezia, Francesco Marcolini, 1544); e infine l'edizione curata dall'Accademia della Crusca (Firenze, 1595).

## Edizioni moderne
Il Seicento fu il secolo della grande crisi per Dante e la Divina Commedia, che non venne molto letta né apprezzata: sono solo tre le edizioni della Divina Commedia stampate nell'intero secolo. Nel Settecento rinascono gli studi danteschi che raggiungono il loro apice nel secolo successivo, in particolare con una nuova edizione della Crusca (Firenze, Le Monnier 1837-1839); e con l'edizione critica curata dal tedesco Karl Witte nel 1862. Fra Ottocento e Novecento le figure più importanti per gli studi relativi all'edizione critica della Divina Commedia furono l'inglese Edward Moore (1835-1916); e gli italiani Michele Barbi, Giuseppe Vandelli e Mario Casella. Degli ultimi due si ricordano le rispettive edizioni della Divina Commedia, le più importanti prima di quella realizzata da Giorgio Petrocchi.

### L'edizione Petrocchi
L'edizione critica ancor oggi di riferimento è quella di Giorgio Petrocchi; tale edizione non segue precipuamente i canoni lachmanniani: Petrocchi ritiene impossibile tracciare uno stemma codicum viste la diffusa contaminazione, già frequente in testimoni molto alti, e la perdita di tutta la prima tradizione manoscritta, dalla morte di Dante (1321) al primo testimone rimastoci, Triv, datato 1337. Pertanto Petrocchi, dopo aver eliminato tutti i codici successivi al 1355 come codices descripti nonché corrotti dall'intervento destabilizzante di Giovanni Boccaccio come copista, ritiene di poter risalire non tanto al testo originale, quanto alla vulgata, ossia al testo conosciuto all'altezza di quel periodo. Tuttavia, negli ultimi anni, l'esistenza di questo "sbarramento cronologico del Boccaccio" è stata contestata, con il risultato che l'edizione di Petrocchi è stata giudicata infondata dal punto di vista filologico.

### Le ultime edizioni
Oltre l'edizione critica a cura di Giorgio Petrocchi, esiste un'edizione a cura da Antonio Lanza, di tipo bédieriano, basata sostanzialmente sul manoscritto Trivulziano, scelto in base allo stemma disegnato da Petrocchi stesso.
Successivamente è apparsa l'edizione curata da Federico Sanguineti, che invece si basa su un impianto di tipo lachmanniano, ovvero su un procedimento teso all'esame esaustivo della tradizione manoscritta e alla decifrazione dei rapporti tra i codici. In pratica, come è stato sottolineato da più parti, l'edizione giunge essenzialmente alla pubblicazione di un unico manoscritto (l'Urbinate lat. 366). Infatti Sanguineti, dopo aver scartato i testimoni recentiores in base ad errori comuni, senza tuttavia averne scientificamente dimostrato l'apografia, traccia uno stemma bipartito, di cui il ramo beta è rappresentato praticamente solo dal manoscritto Urbinate Urb, che pertanto conta da solo per il 50% per l'accertamento della lezione da mettere a testo.
Ultima in ordine di tempo è l'edizione di Giorgio Inglese. Sostenendo l'impossibilità di un'edizione bedieriana per la Commedia, e vista la precoce contaminazione, egli ha pertanto concentrato la propria attenzione sulla revisione dello stemma Petrocchi, di cui risulta, a parte alcune modifiche (quali l'ipotesi di una contaminazione extrastemmatica), la sostanziale validità, pur nella maggiore attenzione dedicata alla famiglia settentrionale. È netto il favore concesso al ramo fiorentino che deriverebbe in ultima analisi dal codice migrato nel 1322 a Firenze nella bisaccia di Jacopo Alighieri. Per quanto riguarda il testo, Inglese si affida ancora a più antichi testimoni.

## Traduzioni
La Commedia cominciò ad essere commentata già l'anno successivo alla morte del suo autore (nel 1322, infatti, Jacopo Alighieri, figlio del poeta, scrisse le Chiose all'Inferno di Dante), ma bisognerà aspettare quasi un secolo per la prima traduzione. Tra il 1º febbraio 1416 e il 16 febbraio 1417 il francescano Giovanni Bertoldi da Serravalle, vescovo di Fermo, tradusse in latino e commentò in una serie di letture pubbliche le tre cantiche del poema. La sua traduzione però fu data alle stampe soltanto nel 1891. La prima traduzione in un'altra lingua volgare fu quella in prosa castigliana di Enrique de Villena nel 1428. L'anno seguente Andreu Febrer realizzò una traduzione del poema in versi catalani.
Stando alla rassegna Dante nel mondo, realizzata dal comune di Ravenna nel 2016, si contano 58 traduzioni integrali della Commedia in lingue europee, asiatiche, africane e sudamericane.

## Nella cultura di massa

### Trasposizioni cinematografiche (parziale)
- Francesca da Rimini (The Two Brothers), regia di William V. Ranous (1907)
- Il conte Ugolino, regia di Giuseppe De Liguoro (1908)
- Il conte Ugolino, regia di Giovanni Pastrone (1909)
- Pia de' Tolomei, regia di Mario Caserini (1910)
- Francesca di Rimini, regia di Ugo Falena (1910)
- Guelfi e ghibellini (Wanda Soldanieri), regia di Mario Caserini (1910)
- L'Inferno, regia di Giuseppe Berardi e Arturo Busnengo (1911)
- L'Inferno, regia di Giuseppe De Liguoro, Adolfo Padovani, Francesco Bertolini (1911)
- Dante e Beatrice, regia di Mario Caserini (1913)
- Beatrice, regia di Herbert Brenon (1919)
- Dante nella vita e nei tempi suoi, regia di Domenico Gaido (1921)
- L'Inferno (Dante's Inferno), regia di Henry Otto (1924)
- Maciste all'Inferno, regia di Amleto Palermi (1926)
- La nave di Satana (Dante's Inferno), regia di Harry Lachman (1935)
- Pia de' Tolomei, regia di Esodo Pratelli (1941)
- Il conte Ugolino, regia di Riccardo Freda (1949)
- Paolo e Francesca (Francesca da Rimini), regia di Raffaello Matarazzo (1950)
- 47 morto che parla, regia di Carlo Ludovico Bragaglia - con Totò e Silvana Pampanini (1950)
- Totò all'inferno, regia di Camillo Mastrocinque (1955)
- Maciste all'Inferno, regia di Riccardo Freda (1962)
- Vita di Dante, regia di Vittorio Cottafavi (1965)
- Paolo e Francesca, regia di Gianni Vernuccio (1971)
- La divina commedia (A Divina Comédia), regia di Manoel de Oliveira (1991)
- Al di là dei sogni, regia di Vincent Ward (1998)
- Inferno, regia di Ron Howard (2016), tratto dall'omonimo romanzo di Dan Brown
- Nell'estate 2017 la casa di produzioni cinematografiche Palomar, di Carlo Degli Esposti, acquista il primo soggetto originale del duo di romanzieri Monaldi & Sorti: una fiction TV sulla vita di Dante Alighieri e la Divina Commedia con sceneggiatura degli stessi Monaldi & Sorti e la partecipazione di Roberto Benigni, prevista per il 2021 nel 700º anniversario della morte di Dante.[84]

### Musica
- Belisario (1835-1836), opera lirica di Gaetano Donizetti. Il generale Belisario, protagonista dell'opera, fu descritto da Dante come perfetto esempio del guerriero di Dio nel sesto canto del Paradiso.
- Après une Lecture de Dante: Fantasia quasi Sonata (1849) di Franz Liszt.
- Dante-Symphonie (1855-1856), poema sinfonico di Franz Liszt.
- Francesca da Rimini (1876) fantasia sinfonica di Pëtr Il'ič Čajkovskij.
- Francesca da Rimini (1906) opera lirica di Sergej Vasil'evič Rachmaninov su libretto di Modest Il'ič Čajkovskij.
- Francesca da Rimini  (1914), opera in quattro atti di Riccardo Zandonai su libretto di Tito Ricordi II liberamente adattato dall'omonima tragedia di Gabriele D'Annunzio. Come nei due componimenti precedenti, anche qui si fa riferimento al noto personaggio dell'Inferno dantesco.
- Gianni Schicchi, (1917-1918), opera comica di Giacomo Puccini.
- Inferno (1973), album dei Metamorfosi.
- La Divina Commedia (1992), album dei Il Giro Strano.
- Paradiso (2004), album dei Metamorfosi.
- La canzone Dante's Inferno del gruppo heavy metal americano Iced Earth è chiaramente ispirata alla divina commedia. La canzone è presente nell'album Burnt Offerings, la cui copertina è un'incisione di Gustave Doré, tratta dall'edizione da lui illustrata della Commedia nel 1857.
- From Hell to Heaven (2008) è un'opera rock-sinfonica ispirata alla Divina Commedia. Composta da Andrea Bezzon con gli arrangiamenti di Andrea 'Urpilo' Guarnieri e le orchestrazioni di Fabrizio Castania.
- Argenti vive di Caparezza del 2014
- La musica della Commedia, Ensemble San Felice direttore Federico Bardazzi, Classic Voice - Antiqua 2015
- Una commedia divina, 58º Zecchino d'Oro.
- Anche singoli versi della Commedia hanno ispirato versi di canzoni dell'età contemporanea. In Ricominciamo (1979) di Adriano Pappalardo si canta: "... non sono capace di stare a guardare questi occhi di brace", con riferimento al verso dantesco dell'Inferno "Caron dimonio, con occhi di bragia".

### Pittura

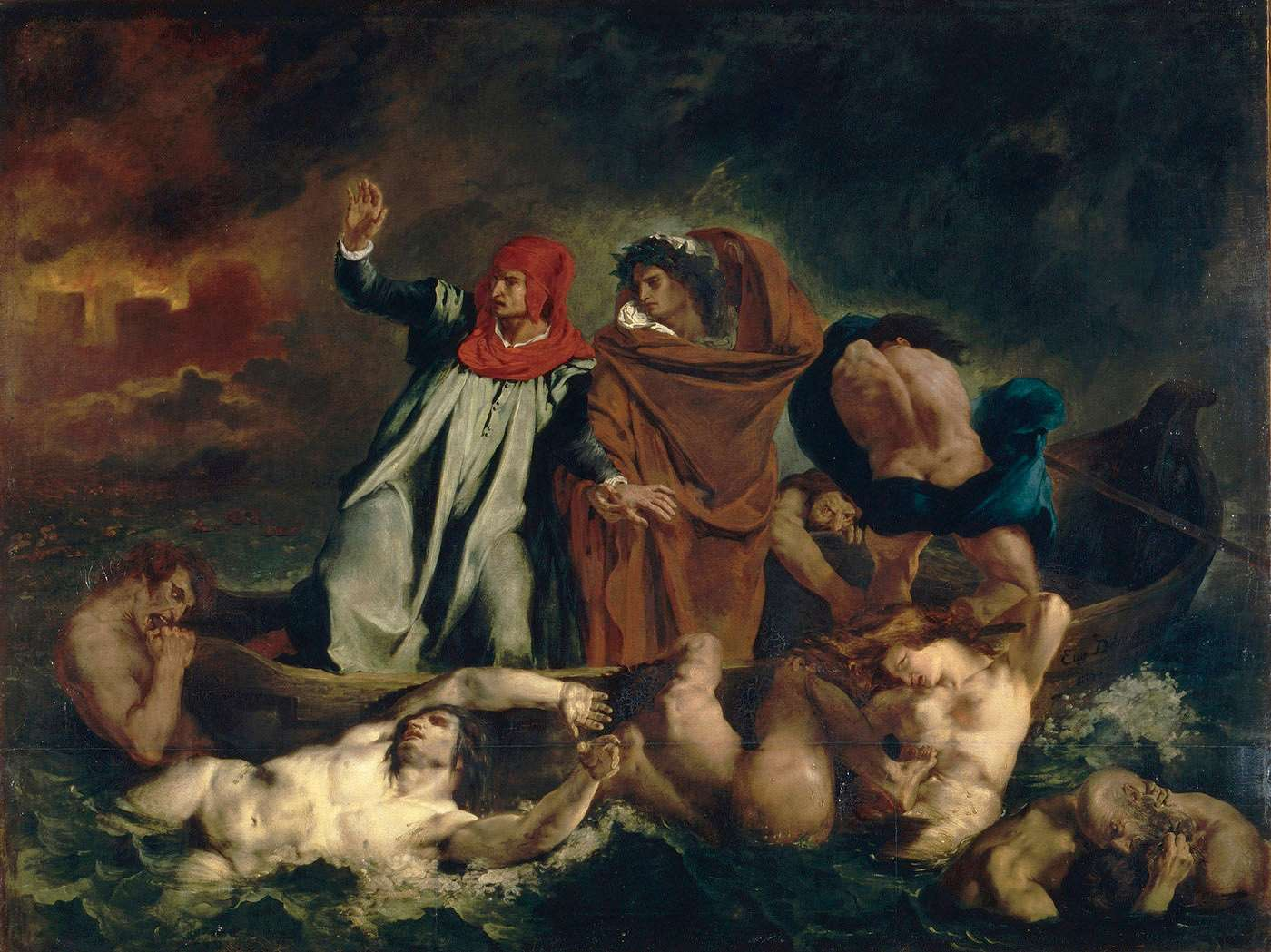
La barca di Dante (E. Delacroix) (1798-1863). Iracondi e accidiosi nella palude stigia

- Il Parco della Divina Commedia (conosciuto anche come Valle delle Pietre Dipinte) a Campobello di Licata è un grande parco letterario, realizzato negli anni '90 nella sede di una vecchia cava di pietra dall'artista italo-argentino Silvio Benedetto. Qui sono presenti 110 monoliti di travertino dalle dimensioni di 1,50 per 2,50 metri su cui sono stati dipinti vari episodi del poema che, complessivamente, consentono al visitatore di vivere in prima persona il viaggio dantesco.[85]
- Disegni per la Divina Commedia (Botticelli)
- Divina Commedia illustrazioni di William Blake.
- Divina Commedia illustrazioni di Gustave Doré.
- Nel 2018 Gabriele Dell'Otto cura l'illustrazione di Inferno, prima parte dell'opera in tre volumi edita da Mondadori che presenta il testo integrale della Commedia con il commento di Franco Nembrini, realizzando una tavola per ogni Canto. Nel 2020 e nel 2021 vengono pubblicati rispettivamente Purgatorio e Paradiso, per i quali il disegnatore cura sempre le illustrazioni realizzando così, al termine dell'opera, una tavola d'illustrazione per ciascuno dei cento Canti della Divina Commedia.

### Scultura
- Monumento a Dante a Trento di Cesare Zocchi (1896): oltre a Dante sono rappresentate immagini da Inferno, Purgatorio e Paradiso.

### Altro
- Celebre fu la famosa Lectura Dantis di Carmelo Bene (1981); Bene si cimentò molte volte con la lettura pubblica della Commedia.
- Il romanzo-saggio PHI del neuroscienziato Giulio Tononi è ampiamente ispirato alla Divina Commedia, tanto da rivisitare l'intero viaggio e universo dantesco in chiave neuroscientifica.
- Magic: The Gathering dedica una ristampa della carta Sogni del mondo sotterraneo a Dante e Virgilio.[86]
- La DIVINA COMMEDIA, Memory of the World- UNESCO. CALL for support : THE DIVINE COMEDY in: "The Memory of the World Register lists".
- La città di Ravenna in occasione delle celebrazioni per il settimo centenario della morte del Poeta (2021), ha dato il via ad una quotidiana lettura della Commedia in prossimità del sepolcro.[87]
- Il 29 marzo 2022 a Verona, presso i Bastioni delle Maddalene, viene inaugurata la prima mostra di un percorso triennale dedicato alla Divina Commedia che si è poi diffuso anche in diverse altre città, denominato Dante Profeta di Speranza. Curato dall'associazione Rivela, il progetto ha come scopo anche quello di far accostare i più giovani alla Divina Commedia e per questo vede coinvolte come guide alcuni studenti della scuola secondaria di secondo grado; si tratta di una mostra multimediale per ognuna delle tre Cantiche della Commedia nella quale, guidati dal commento curato da Franco Nembrini, è possibile ammirare le relative riproduzioni delle tavole che Gabriele Dell'Otto ha realizzato per l'edizione in tre volumi della Divina Commedia edita da Mondadori. Nella primavera del 2023 presso Castel San Pietro ha visto la luce la seconda parte della mostra, dedicata al Purgatorio, mentre è prevista per il 2024 la terza ed ultima parte sul Paradiso.[88][89]

### Televisione
- Nel 1987 la RAI affidò a Vittorio Sermonti la registrazione radiofonica di tutti i cento canti della Commedia di Dante, introdotti e glossati dallo stesso Sermonti, grazie anche alla collaborazione di Gianfranco Contini. La registrazione venne portata a termine nel 1992. Nel '95 iniziò le letture pubbliche presso la Basilica di San Francesco, a Ravenna, con il tributo di migliaia di spettatori. Il ciclo di letture venne replicato altre volte a Roma, Firenze, e in diversi Paesi esteri.

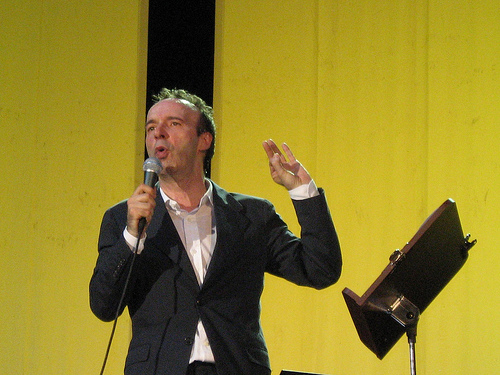
Roberto Benigni sul palco a Padova per Tutto Dante, 23 giugno 2008

- Tutto Dante; è una tournée teatrale curata dal Premio Oscar Roberto Benigni, iniziata nel 2006 con letture e commenti dei canti più famosi della Divina Commedia. Per questa opera di divulgazione della Commedia, nel 2007 Benigni era stato indicato come candidato al Premio Nobel per la Letteratura.[90] La tournée è stata riadattata per la televisione: la serie "Tutto Dante-La Divina Commedia in TV" ha debuttato su Rai 1 il 29 novembre 2007 con la lettura del Quinto Canto dell'Inferno con uno share di oltre dieci milioni di telespettatori. Le altre letture si sono tenute invece in seconda serata sempre su Rai Uno.

### Teatro
- Fra i molti adattamenti teatrali, il più degno di nota è probabilmente La Divina Commedia (opera) Musical, realizzato nel 2007 dal compositore Marco Frisina e rappresentato dalla data della sua uscita nei più prestigiosi teatri italiani.
- Dal 2011 varie edizioni notturne sulle sponde del fiume Alcantara si è interpretato l'Inferno Dantesco.[91]

### Videogiochi
- Dante's Inferno (Beyond 1986) per Commodore 64
- Tamashii no Mon - Dante no Shinkyoku yori (魂の門 ダンテ「神曲」より, letteralmente: Cancello delle anime ~ Dante Divina Commedia) Koei 1993.
- Devil May Cry serie della Capcom si ispira alla tematica della Divina Commedia.
- Bayonetta della SEGA 2009.
- Dante's Inferno (EA). videogioco del 2011 liberamente ispirato alla prima cantica della Divina Commedia. Il genere di questo videogioco è azione, avventura dinamica.
- Agony di Madmind Studio 2017 e da Tomasz Dutkiewicz
- Sinner: Sacrifice for Redemption di Another Indie 2018, si distacca molto dal personaggio Dante ma resta saldo ai peccati e all'Inferno.

### Nel fumetto
L'Inferno è stato oggetto di due parodie disneyane.
- La prima, probabilmente la più fedele all'originale, è uscita in sei puntate su Topolino nº 7 - 8 - 9 - 10 - 11 - 12 dell'ottobre, novembre e dicembre 1949, gennaio, febbraio e marzo 1950. La storia, ad opera completa, di Guido Martina, si intitola L'inferno di Topolino. È anche famosa poiché si tratta della prima storia della rivista interamente scritta e disegnata da un autore italiano.
- L'inferno di Paperino, testo e disegni di Giulio Chierchini originariamente pubblicato su Topolino numero 1654 del 9 agosto 1987 è una libera trasposizione di parte dell'Inferno dantesco in cui l'autore nonché disegnatore traspone nei vari gironi figure di peccatori quali: burocrati, persone che hanno inquinato l'ambiente, automobilisti non rispettosi delle norme, piromani, disturbatori della quiete altrui ecc. Il protagonista è Paperino che impersona un ipotetico Dante Alighieri accompagnato nel suo percorso da Arkimedio Poeta, trasposizione di Virgilio. Parte del testo è scritto richiamando lo stile Dantesco delle terzine incatenate di versi endecasillabi, proposte in simil lingua volgare fiorentina. Pur essendo gran parte dei personaggi di pura fantasia, l'autore cita alcune figure chiave quali Caron Dimonio, le Erinni, e la figura di Lucifero che però viene rinominato Belzebù. Così come la frase lasciate ogni speranza o voi che entrate... diventa scordatevi del tempo o voi ch'entrate posta all'ingresso del girone dove scontano la pena coloro che hanno abusato di timbri e carte bollate a danno altrui. L'aspetto forse più curioso e interessante è che probabilmente si tratta di una delle pochissime storie a fumetti di casa Disney in cui si cita l'Aldilà e vengono rappresentati personaggi trapassati.

Il numero 153 di Martin Mystère, intitolato appunto "Diavoli dell'inferno!", ruota attorno ai Fedeli d'amore che sarebbe stato un gruppo iniziatico al quale avrebbe preso parte lo stesso Dante. Nel racconto si descrive anche l'apertura della porta dell'Inferno attraverso un oggetto che raffigura Bafometto e che sfrutta alcune proprietà di meccanica quantistica ("emana un tipo di energia che permette di comunicare con l'orizzonte degli eventi del buco nero..."); inoltre si dice che ognuno vede l'Aldilà in modo differente (Dante aveva una spiccata fantasia in questo) e che il "primo passaggio" corrisponderebbe a una particolare frequenza (non citata nel racconto).
L'autore giapponese Gō Nagai, per il suo capolavoro Devilman, ha dichiarato più volte di essere stato ispirato dalla Divina Commedia di Dante. Non a caso, Go Nagai intitolò Mao Dante il manga che divenne poi il prototipo di Devilman. Inoltre, in Devilman vengono esplicitamente citati il Sommo Poeta e il suo immortale capolavoro. Go Nagai ha anche scritto una trasposizione fumettistica della stessa opera intitolata "La Divina Commedia" in cui si ripercorrono tutte le vicende di Dante dall'inferno al paradiso, l'opera è suddivisa in 3 volumi.
Infine Marcello Toninelli, che iniziò la sua esperienza fumettistica con una sua versione di Dante, ha realizzato negli anni novanta una parodia della Commedia.
L'annual pubblicato nel 1980 degli X-Men vede una parte degli stessi attraversare l'inferno dantesco per salvare la vita di Nightcrawler. Ci sono alcune piccole differenze però con l'originale, non si cita il Limbo, Minosse viene mostrato all'interno di una specie di nightclub e con abiti moderni, Tempesta viene attaccata dalle Arpie nel Secondo Cerchio mentre in realtà sono nel Settimo (nel girone dei suicidi) e Nightcrawler, che avendo ucciso un fratello, anche se adottivo, dovrebbe stare nella Caina, in realtà viene imprigionato nella Giudecca, e il finto Satana ha tre teste mentre nell'originale ha una testa sola ma tre volti.